# Bitwa o Kretę
Bitwa o Kretę – całokształt zmagań wojennych pomiędzy wojskami alianckimi a niemieckimi w maju 1941 roku, których celem było panowanie nad grecką wyspą Kretą, mającą strategiczne znaczenie ze względu na centralne położenie we wschodnim basenie Morza Śródziemnego. Zapoczątkowała je największa operacja powietrznodesantowa wojsk niemieckich podczas II wojny światowej (operacja Merkury, niem. Unternehmen Merkur).
20 maja 1941 roku prawie 10 000 żołnierzy 7 Dywizji Lotniczej (spadochronowej) i Powietrznodesantowego Pułku Szturmowego (LLSR), należących do XI Korpusu Lotniczego, zostało zrzuconych w dwóch falach w pobliżu lotnisk i portów na nizinnym, północnym wybrzeżu Krety. Opanowanie któregokolwiek z nich miało umożliwić samolotom transportowym 4 Floty Powietrznej oraz improwizowanej flocie desantowej dostarczenie posiłków – 5 Dywizji Górskiej oraz czołgów z 5 Dywizji Pancernej.

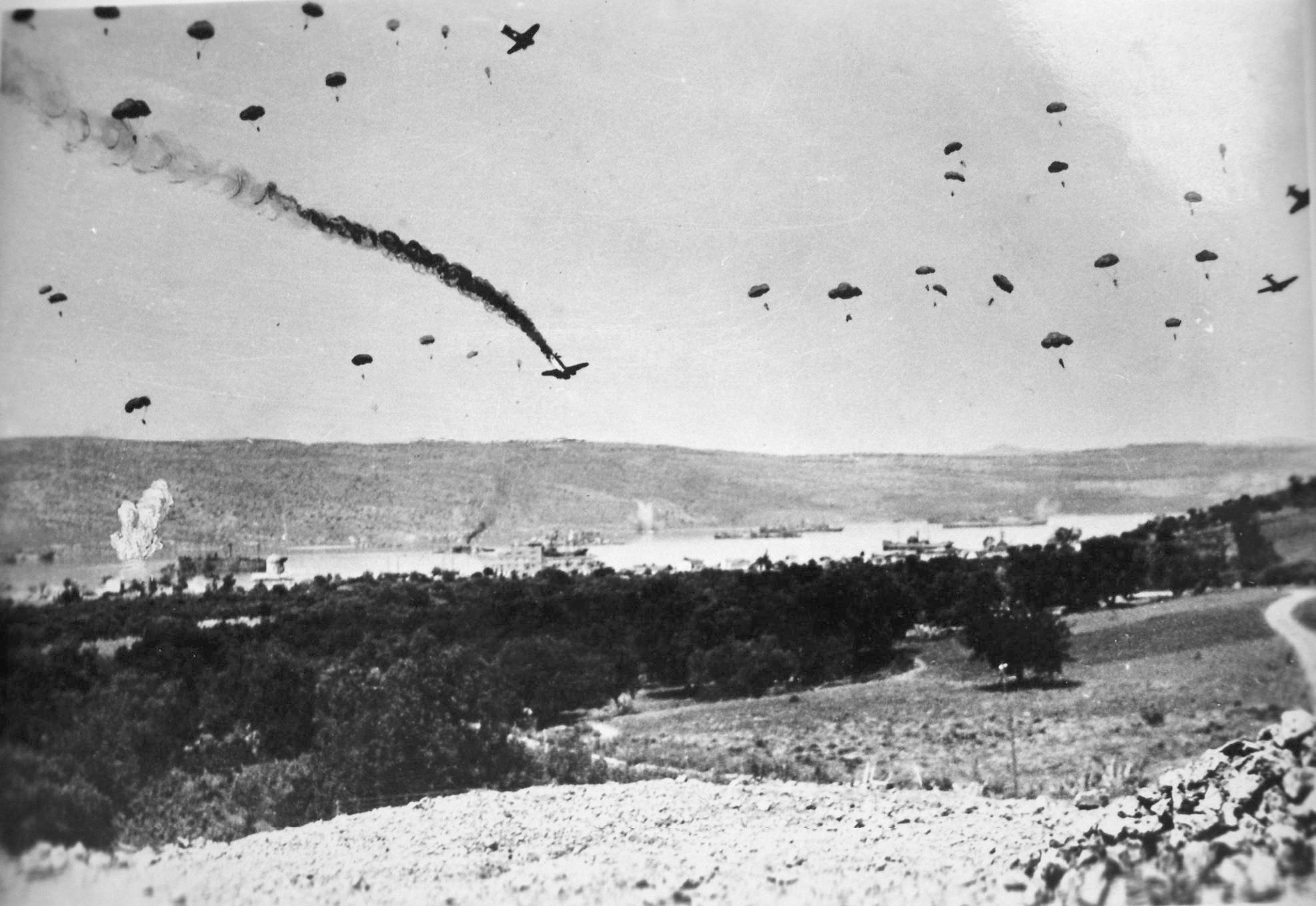
Desant niemieckich spadochroniarzy z samolotów transportowych Junkers 52

Szturm niemieckich wojsk powietrznodesantowych na alianckie pozycje został 20 maja przy dużych stratach odparty; z dwóch dowodzących nim generałów jeden zginął, a drugi został ciężko ranny. Pomimo tego, dzięki wsparciu Luftwaffe, bombardującego alianckie pozycje, niektóre pododdziały zdołały umocnić się w pobliżu bronionego przez nowozelandzką 2 Dywizję Piechoty lotniska w Maleme, leżącego na zachodzie wyspy, oraz zablokować część dróg łączących miasta Krety, paraliżując aliancką obronę. Dowodzący alianckimi siłami Krety (Creforce) nowozelandzki gen. Bernard Freyberg nie zdecydował się na przeprowadzenie generalnego kontrataku z użyciem odwodów i artylerii z powodu obsesyjnej obawy desantu morskiego. Dowódca niemieckiego XI Korpusu Lotniczego Kurt Student nakazał kontynuowanie operacji i skoncentrowanie niemieckich sił w Maleme. Nad ranem 21 maja Niemcy wykorzystali taktyczny odwrót nowozelandzkiej 2 Dywizji Piechoty i ponawiając szturm oraz desantując rezerwę strategiczną, zajęli lotnisko w Maleme. Umożliwiło to przerzut na Kretę w dniach 21–25 maja pododdziałów 5 Dywizji Górskiej, artylerii, zaopatrzenia i ewakuację rannych, oraz częściowe przebazowanie lotnictwa, co było bardzo istotne dla lepszego wsparcia walczących oddziałów, jak i z uwagi na zwalczanie okrętów brytyjskich. Niemiecki desant morski nie powiódł się, gdyż w dniach 21–22 maja 1941 roku Royal Navy kosztem dużych strat zatopiła większość statków należących do jednego z konwojów, a drugi zmusiła do odwrotu.
Dowodzenie siłami niemieckimi na Krecie przejął dowódca 5 Dywizji Górskiej gen. Julius Ringel. Niemcy odparli aliancki kontratak na Maleme w nocy z 21 na 22 maja i po przeprowadzeniu przegrupowania rozpoczęli ofensywę na wschód. W jej wyniku zdołali zepchnąć w dniach 23–25 maja 1941 siły ANZAC w kierunku portów w Chanii i Sudzie oraz uzyskać połączenie z broniącymi swoich stref zrzutów pododdziałami 7 Dywizji Lotniczej.
W dniach 26–28 maja kontynuujące ofensywę wojska niemieckie przy użyciu zdobytego alianckiego sprzętu oraz wykorzystując chaos w alianckim sztabie, pokonały rezerwowe siły Creforce w walkach o Chanię i Sudę, i zajęły obydwa miasta, rozbijając wojska aliantów na dwie izolowane części. Broniące wschodniej części Krety zgrupowanie w Iraklionie zostało ewakuowane przez Royal Navy w nocy z 28 na 29 maja, a garnizon Rethimno poddał się 30 maja 1941. Siły alianckie z rejonu Chanii i Sudy wycofały się przez góry na południowe wybrzeże wyspy, skąd z portu w Chora Sfakion w dniach 28–31 maja ewakuowano drogą morską ponad 11 tysięcy żołnierzy, a wyczerpane niedobitki Creforce poddały się Niemcom 1 czerwca 1941 roku.
W rezultacie 11-dniowej kampanii cała wyspa została opanowana przez Niemców, a broniące jej alianckie siły zostały zniszczone lub zmuszone do ewakuacji.

## Kapitulacja Grecji
Niemcy uderzyli na Grecję 6 kwietnia 1941 roku. W tym czasie większość armii greckiej znajdowała się na froncie albańskim, gdzie walczyła z siłami włoskimi. Pozostałe siły greckie wraz ze wspierającymi je jednostkami brytyjskimi obsadzały linie „Metaxas” i „Aliakmon” w Macedonii i Tesalii. 7 Armia feldmarszałka Wilhelma Lista przeszła przez przełęcze Rupel (na granicy z Bułgarią) i Monastir (w Jugosławii), zmuszając do kapitulacji wojska greckie i spychając 62 tys. Brytyjczyków generała Wilsona na wysokość Termopil. I ta linia została jednak przełamana 24 kwietnia; 22 kwietnia skapitulowała 1 Armia grecka w Epirze, a 27 kwietnia zostały zajęte Ateny.

## Znaczenie wyspy
Adolf Hitler uważał, że wyspa może potencjalnie stanowić duże zagrożenie, gdyby pozostawić ją pod kontrolą Brytyjczyków. Istniało realne niebezpieczeństwo przebazowania tam bombowców, w których zasięgu znalazłyby się mające strategiczne znaczenie pola naftowe w rumuńskim Ploeszti. Sztab armii niemieckiej zajmował się w tym czasie uzgadnianiem ostatnich szczegółów planu „Barbarossa”, w którym kluczową rolę odgrywały nieprzerwane transporty rumuńskiej ropy niezbędnej do działania niemieckich dywizji pancernych i grup lotniczych. Wniosek był jeden – zagrożenie trzeba usunąć. Początkowo zamierzano wysadzić desant morski wspierany przez oddziały powietrznodesantowe. Słabą stroną tej koncepcji była konieczność przetransportowania większości jednostek biorących udział w desancie morskim na pokładzie greckich statków rybackich i handlowych. Dodatkowo, choć państwa Osi posiadały przewagę w powietrzu, marynarka brytyjska była nadal na tyle silna, że udaremniłaby w zarodku każdą próbę desantu z morza – zwłaszcza że Niemcy nie mogli zbytnio liczyć na okręty włoskich sojuszników, którzy kilkakrotnie ulegli Brytyjczykom, nawet posiadając znaczną przewagę. Ostatecznie 25 kwietnia Hitler wydał Dyrektywę nr 28, w której nakazał opanować Kretę za pomocą operacji powietrznodesantowej.

## Ewakuacja aliantów na Kretę
Ewakuacja brytyjskiego korpusu ekspedycyjnego rozpoczęła się 24 kwietnia, kiedy z plaż pod Atenami (Rafti i Rafina) krążowniki, niszczyciele i transportowce zabrały do Zatoki Suda na Krecie 15 800 żołnierzy i 260 pielęgniarek. Następnego dnia z Nauplion koło Koryntu zabrano dalszych 6000 ludzi; kulminacyjnym momentem ewakuacji były 26–27 kwietnia, kiedy w przeciągu kilku godzin i niemal na oczach zbliżających się Niemców, małe stateczki, łodzie, motorówki i barki przewiozły do oczekujących na redzie okrętów 27 000 żołnierzy. Oddalające się od brzegu jednostki zaatakowało lotnictwo niemieckie. Zatonął transportowiec „Slamat”, 700 rozbitków podniósł niszczyciel HMS „Diamond”, który wkrótce również poszedł na dno; rozbitków wyłowił inny niszczyciel HMS „Wryneck”, lecz i on padł ofiarą bomb. Z załóg zatopionych jednostek i przewożonych przez nie żołnierzy zdołano uratować zaledwie 15 ludzi; bombardowania niemieckie przyniosły śmierć blisko 5 tysiącom ewakuowanych. Z Grecji na Kretę zdołano ewakuować około 50 tys. żołnierzy i pewną ilość lekkiego uzbrojenia. Rannych i chorych przetransportowano do Aleksandrii.
Wojska alianckie na Krecie, pod dowództwem gen. Bernarda Freyberga, składały się z ewakuowanych z Grecji: nowozelandzkiej 2 Dywizji Piechoty (w niepełnym składzie, bez dowódcy i sztabu), australijskiej 19 Brygady i brytyjskiej 14 Brygady Piechoty. Ponadto na wyspie znajdowały się grecka 5 Dywizja Piechoty „Kreta”, licząca 9 tys. żołnierzy oraz kilkuset żandarmów.

## Uzbrojenie

### Niemcy

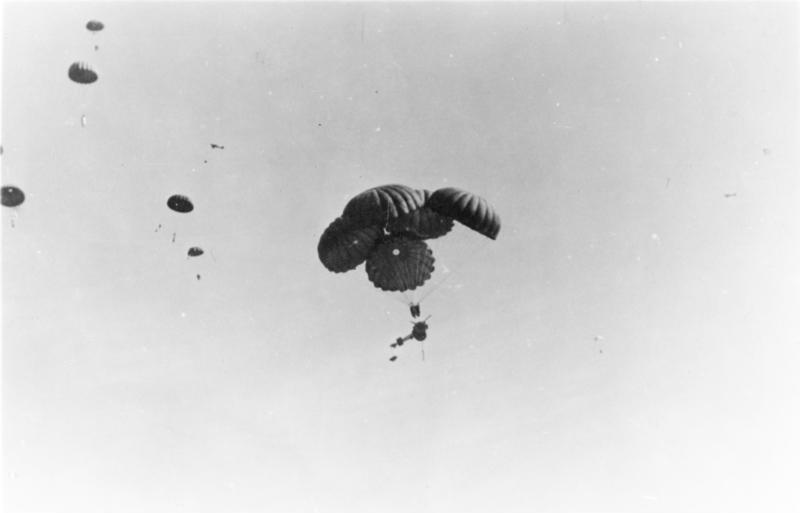
Zrzut armaty 3,7-cm-PaK 36 przy użyciu spadochronów, Kreta, maj 1941 roku

Podczas inwazji na Kretę siły niemieckie po raz pierwszy użyły nowej broni – bezodrzutowego działa 7,5 cm Leichtgeschütz 40. Jego 150 kg wagi stanowiło zaledwie 10% masy dział polowych o kalibrze 75 mm, jednocześnie było w stanie wystrzelić ważący 5,9 kg pocisk na odległość 4,8 km, co stanowiło 2/3 zasięgu standardowych dział. Prócz tego 1/4 spadochroniarzy (niem. Fallschirmjäger) wyposażona była w pistolety maszynowe MP 40, poza przydziałowym czterotaktowym karabinem Kar98k. Prawie każda drużyna posiadała również karabin maszynowy MG 34.
Niemcy posługiwali się spadochronami znaczonymi kodowymi kolorami dla odróżnienia pojemników zawierających broń, amunicję, broń zespołową oraz inny ekwipunek. Ciężki sprzęt (jak Leichtgeschütz 40) zrzucany był na potrójnej uprzęży specjalnie przygotowanej do przenoszenia dodatkowego obciążenia. Żołnierzy zaopatrzono w tekstylne płachty, które po rozłożeniu na ziemi w odpowiednich wzorach sygnalizowały przelatującym nisko myśliwcom żądanie wsparcia lub zrzutu zaopatrzeniowego.
W przeciwieństwie do sił spadochronowych innych krajów, których żołnierze skakali z uzbrojeniem przypiętym do ciała, niemieckie procedury przewidywały, iż broń osobista zrzucona zostanie w oddzielnych pojemnikach. Okazało się to zasadniczym błędem, ponieważ często spadochroniarze w krytycznych chwilach po lądowaniu pozostawali jedynie z bronią przyboczną, nożami i granatami. Prócz tego konstrukcja niemieckich spadochronów opierała się na pojedynczej linie głównej łączącej uprząż z czaszą, co uniemożliwiało sterowanie. Nawet 25% żołnierzy wyposażonych w pistolety maszynowe miało problemy z racji niewielkiego zasięgu tej broni. Wielu Fallschirmjäger zginęło podczas prób dotarcia do pojemników z bronią.

### Grecy
Greckie wojska dysponowały karabinami Mannlicher-Schönauer oraz dawnymi austro-węgierskimi karabinami Mannlicher M1895. Około tysiąca żołnierzy nosiło przestarzałe francuskie karabiny Gras wz. 1874. Garnizony pozbawiono najlepszej broni zespołowej, wysłanej do kontynentalnej Grecji. Prócz tego posiadali również 12 lekkich karabinów maszynowych St Etienne wz. 1907 oraz 40 innych wyprodukowanych przez różne firmy. Wielu żołnierzy posiadało mniej niż 30 nabojów; nie było możliwości zaopatrzenia się u Brytyjczyków, którzy nie mieli w magazynach odpowiednich kalibrów. Fakt ten przełożył się na rozlokowanie – posiadających niewystarczającą ilość amunicji przeniesiono na wschód wyspy, gdzie nie spodziewano się ataku. Pomimo to, według historyka Christophera Buckleya, greccy żołnierze bili się „z niezwykłą odwagą i wytrwałością”.

### Wspólnota Brytyjska

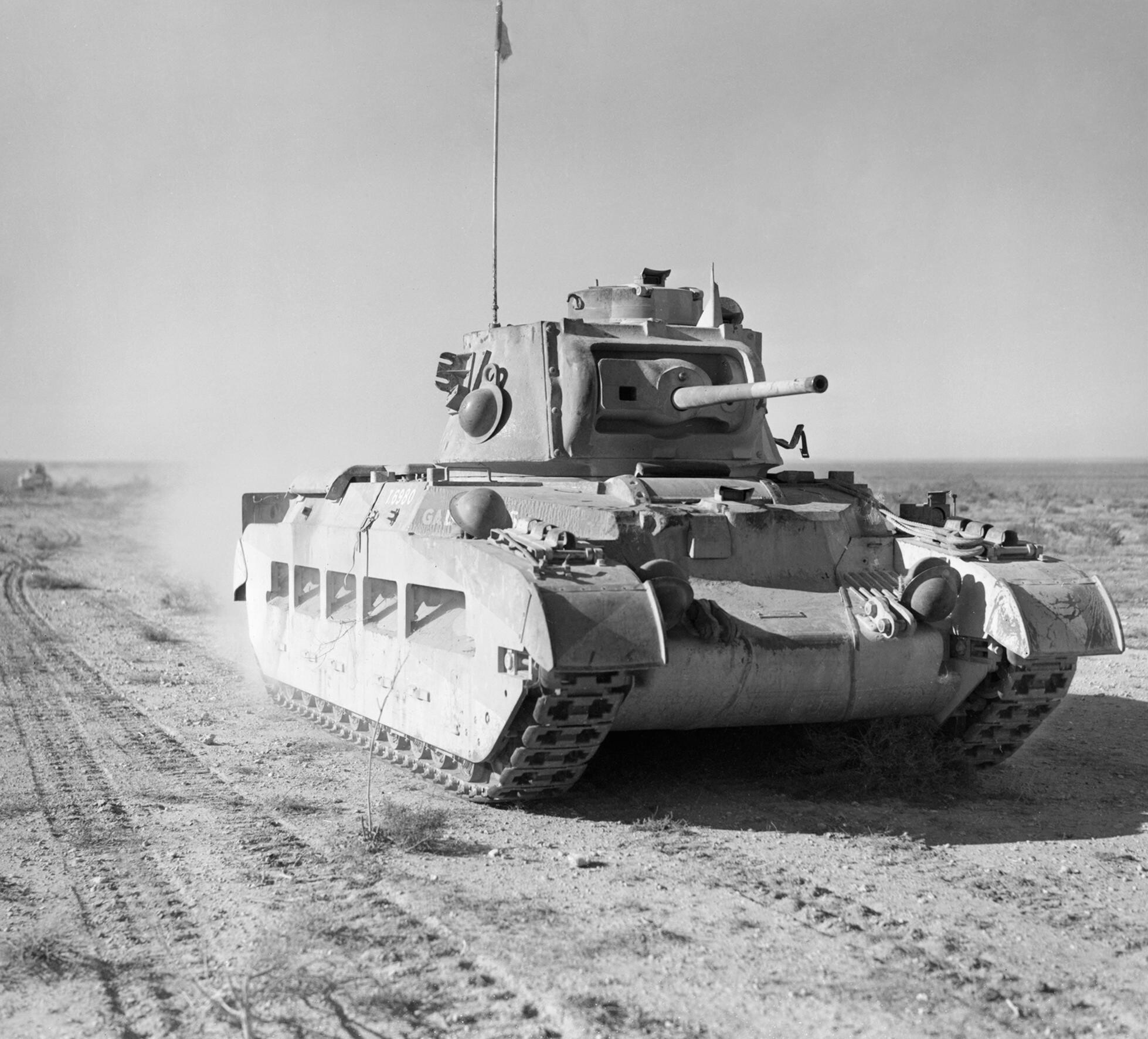
Brytyjski czołg Mk II Matilda w barwach 7 batalionu Królewskiego Pułku Pancernego

Wojska Wspólnoty Brytyjskiej używały karabinów Lee-Enfield oraz karabinów maszynowych Bren i Vickers. Alianci dysponowali 85 działami artyleryjskimi różnego kalibru, wśród nich wieloma zdobycznymi włoskimi, pozbawionymi celowników.
Obrona przeciwlotnicza lotniska w Maleme składała się z 10 armat Boforsa kal. 40 mm oraz baterii czterech dział 3-calowych w Chanii. Zatoki Suda przed atakami z powietrza broniło 16 Boforsów, dwie baterie dział 3,7-calowych i dwa poczwórnie sprzężone wkm Vickers Mk I. Wokół Heraklionu rozmieszczone było 10 armat 3-calowych 156. Lekkiej Baterii Przeciwlotniczej, 10 armat Boforsa i dwa poczwórne działa 40 mm.
Artyleria nadbrzeżna broniła Zatoki Suda i Heraklionu. W Suda tzw. bateria Z miała cztery morskie działa 152 mm, dwa 102 mm i dwa 76,2 mm. W Heraklionie bateria X dysponowała 10 armatami 102 mm; obydwie baterie podporządkowane były 15 Pułkowi Artylerii Nadbrzeżnej.
Siły pancerne składały się z 9 czołgów piechoty Mk II Matilda należących do szwadronu „B” 7 Królewskiego Regimentu Pancernego i 16 lekkich czołgów Mk VI ze szwadronu „C” 4 Pułku Huzarów. Podobnie jak większość brytyjskich czołgów tamtego okresu 40 mm armaty 2-funtowe zamontowane w Matildach wyposażono jedynie w amunicję przeciwpancerną, mało skuteczną w starciach z piechotą (amunicja burząca o tak niskim kalibrze została uznana za niepraktyczną). Matildy, ze względu na gruby pancerz, były jednak praktycznie niewrażliwe na ogień broni przeciwpancernej, jaką dysponowali spadochroniarze.
Czołgi były mocno wybrakowane. Ich silniki wyeksploatowano, a wskutek braków materiałowych nie można było ich wyremontować. W jednej z Matyld uszkodzono dźwignię obrotu wieżyczką, przez co obracała się jedynie zgodnie z ruchem wskazówek zegara. Alianci nie posiadali także dostatecznej liczby transporterów Universal Carrier i ciężarówek, które mogłyby zapewnić dodatkową mobilność oraz wsparcie strzeleckie dla piechoty atakującej spadochroniarzy.

## Ordre de bataille

### Państwa Osi

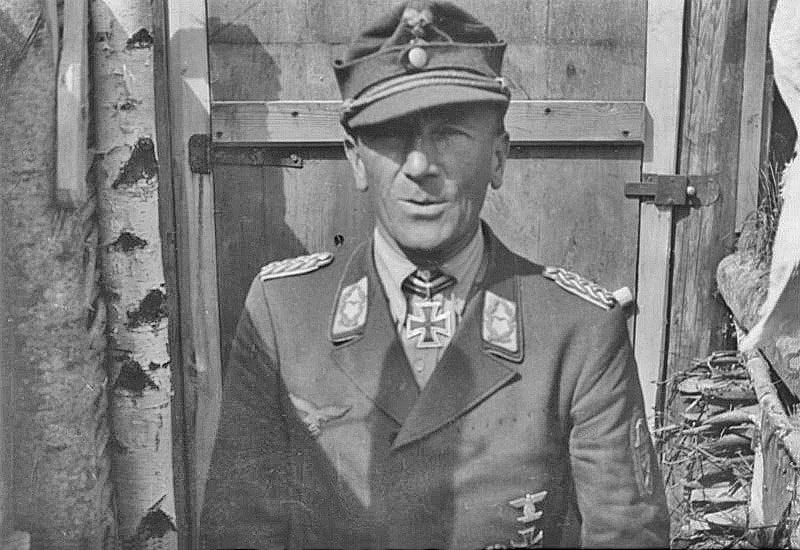
Generał Eugen Meindl, dowódca Powietrznodesantowego Pułku Szturmowego, podczas operacji „Merkur” dowodził zgrupowaniem „Komet”

- 4 Flota Lotnicza – generał porucznik Alexander Löhr[18]
  - XI Korpus Lotniczy – dowódca generał porucznik Kurt Student
    - Desant powietrzny
      - Zgrupowanie „Komet” – dowódca generał Eugen Meindl
        - Luftlandesturmsregiment – LLSR

    - 7 Dywizja Lotnicza (spadochronowa) – dowódca generał Wilhelm Süssmann(inne języki)
      - Zgrupowanie „Mars” – dowódca generał Wilhelm Süssmann
        - część wschodnia
          - 3 Fallschirmjäger Regiment – FJR
          - batalion pionierów 7 Dywizji Lotniczej
          - pododdział szybowcowy LLSR

        - część zachodnia – dowódca płk. Alfred Sturm(inne języki)
          - I i III bat. 2 FJR[19]

      - Zgrupowanie „Orion” – dowódca płk. Bruno Bräuer(inne języki)
        - II bat 2 FJR
        - 1 FJR[19] Dowódcy niemieckich wojsk powietrznodesantowych: pułkownik Bernhard Ramcke, generał Kurt Student i major Hans Kroh, sfotografowani w 1941 roku

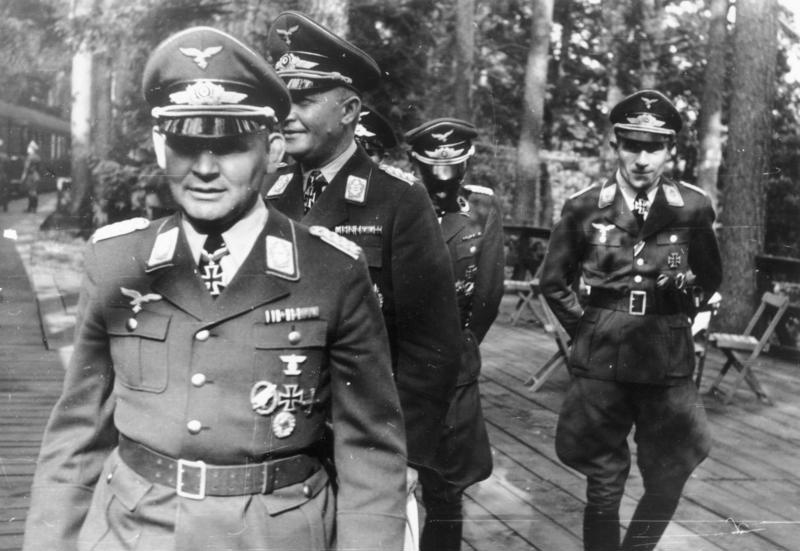
Dowódcy niemieckich wojsk powietrznodesantowych: pułkownik Bernhard Ramcke, generał Kurt Student i major Hans Kroh, sfotografowani w 1941 roku

      - rezerwa strategiczna 7 Dywizji Lotniczej (spadochronowej)
        - część II bat. 2 FJR – dowódca płk. Bernhard Ramcke[20]

      - 5 Dywizja Górska – dowódca gen. Julius Ringel
        - Desant morski – adm. Karlgeorg Schuster[21]
          - III/85 Gebirgsjäger-regiment (GJR)
          - III/100 GJR
          - Batalion piechoty morskiej z pułku San Marco (włoskiego)
          - czołgi lekkie z 5 Dywizji Pancernej
          - artyleria 5 Dywizji Pancernej[22]

      - Rezerwa XI Korpusu Lotniczego
        - 5 Dywizja Górska – gen. Julius Ringel
          - I i II/85 GJR
          - I i II/100 GJR
          - 141 GJR[23]

### Alianci
dowództwu brytyjskiemu podporządkowano oddziały greckie

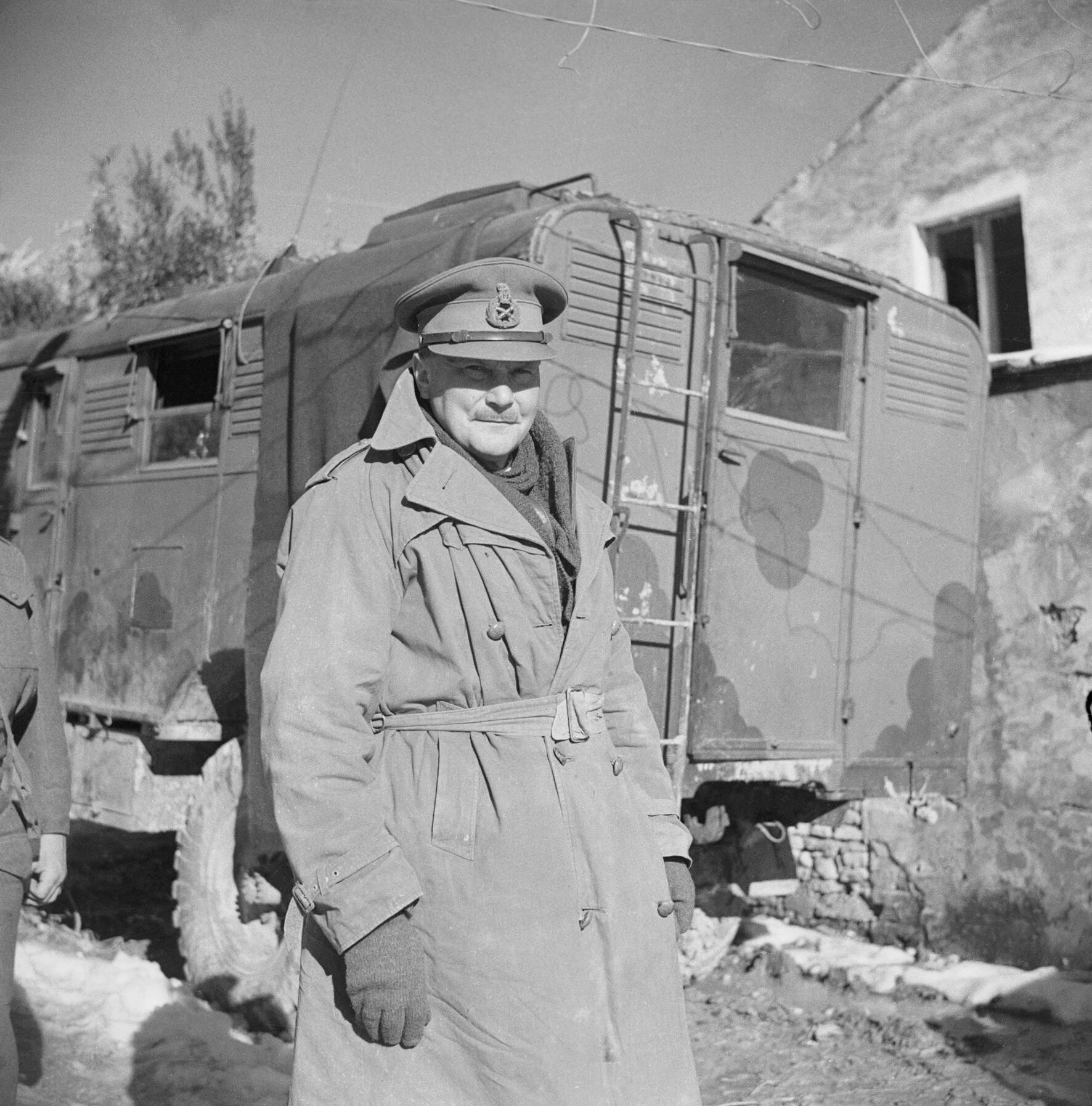
Generał porucznik Bernard Freyberg – dowódca Creforce

- Brytyjski Korpus Ekspedycyjny – gen. Henry Maitland Wilson[25]
  - Siły Krety – Creforce – dowódca gen. Bernard Fryberg[26]
    -       - Ruchoma Baza Marynarki Wojennej w Sudzie – dowódca gen. Edgar Weston
        - dwa bataliony piechoty morskiej
        - improwizowany batalion morski (złożony z załóg zatopionych okrętów)
        - trzy kombinowane bataliony piechoty (australijskiej) – złożone z ewakuowanych z Grecji pododdziałów 16 i 17 BPiech[27]
        - kombinowany batalion brytyjski
        - kombinowany batalion grecki (improwizowane z ewakuowanych z Grecji pododdziałów)[28]
        - 1 batalion Welsh Guard
        - batalion 8/2 (australijski)
        - cztery improwizowane bataliony piechoty (złożone z pozbawionych sprzętu artylerzystów)[28]

      - Sektor Iraklion – dowódca brygadier Brian Herbert Chappel
        - 14 Brygada Piechoty (brytyjska)
          - batalion 2nd Leicaster (angielski)
          - batalion 1st Argyll and Sutherland Highlanders (szkocki)
          - batalion 2nd Black Watch (szkocki)
          - batalion 2nd York and Lancasters (angielski)
          - batalion 2/4 (australijski)
          - trzy bataliony greckie[28]

      - Sektor Timbaki
        - batalion 2nd Argyll and Sutherland Highlanders (szkocki)[29] Generał major Edward Puttick, dowódca nowozelandzkiej 4 Brygady Piechoty, po awansie gen. Bernarda Freyberga na głównodowodzącego Creforce objął dowództwo nowozelandzkiej 2 Dywizji Piechoty

    - ANZAC
      - Sektor Rethimno

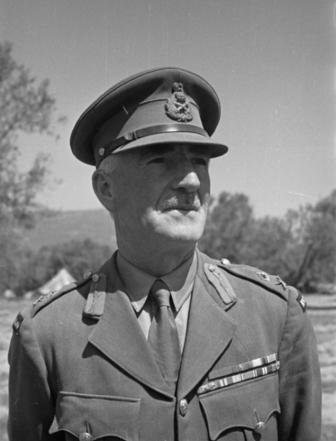
Generał major Edward Puttick, dowódca nowozelandzkiej 4 Brygady Piechoty, po awansie gen. Bernarda Freyberga na głównodowodzącego Creforce objął dowództwo nowozelandzkiej 2 Dywizji Piechoty

        - 19 Brygada Piechoty (australijska) – dowódca brygadier George Alan Vasey
          - batalion 2/1
          - batalion 2/7
          - batalion 2/11
          - kompania CKM
          - 4 Pułk Piechoty (grecki)[29]

      - Sektor Maleme-Galatas
        - 2 Dywizja Piechoty (nowozelandzka) – dowódca gen. Edward Puttick(inne języki)
          - 5 Brygada Piechoty – brygadier James Hargest
            - (bataliony 21, 22, 23 oraz 27 batalion CKM, 1 Pułk Piechoty (grecki))[30]

          - 4 Brygada Piechoty – dowódca brygadier Lindsay Inglis
            - (bataliony 18, 19, 20, 2 Pułk Piechoty (grecki))[31]

          - 10 Brygada Piechoty – brygadier Howard Kippenberger
            - (batalion 28, zmotoryzowana kawaleria dywizyjna 2 Dywizji Piechoty, grecki 6 Pułk Piechoty, grecki 8 Pułk Piechoty)[32]

## Bitwa

### Desant 20 maja

Bitwa o Kretę

20 maja 1941 r. tuż po 5.00 z lotnisk z południowej Grecji wystartowały samoloty transportowe wiozące pierwszą falę desantu powietrznego, liczącą ok. 5500 spadochroniarzy i żołnierzy piechoty powietrznej. Na samym początku operacji szybowiec transportujący sztab generała porucznika Wilhelma Süssmanna, dowódcę 7 Dywizji Lotniczej (spadochronowej), głównodowodzącego zgrupowania „Mars” zerwał się z holu i rozbił podczas przymusowego lądowania na wyspie Egina. Generał nie przeżył katastrofy.

#### Atak I fali

##### Zgrupowanie „Komet”
Pierwszym celem atakującego na zachodzie Krety zgrupowania „Komet” było lotnisko RAF w Maleme (Maléme). Zgrupowaniem składającym się z Powietrznodesantowego Pułku Szturmowego (Luftlande-Sturmregiment – LLSR), liczącym ok. 2500 żołnierzy, dowodził gen. mjr Eugen Meindl. Lądowanie wydzielonych pododdziałów szybowcowych LLSR na zachód od lotniska rozpoczęło się pomiędzy 7.30 a 8.00, jeszcze w trakcie bombardowania lotniczego. Piechota powietrzna, która mogła wejść do akcji od razu po przyziemieniu szybowców, bez konieczności przegrupowywania oraz poszukiwania kontenerów z zaopatrzeniem, rozpoczęła natychmiastowy atak. Pomimo ciężkich strat i śmierci dowódców pododdziały szybowcowe zdołały wyeliminować część baterii przeciwlotniczych i opanować most na wyschniętej rzeczce Tavronitis, zabezpieczając lądowanie II i IV batalionu LLSR.

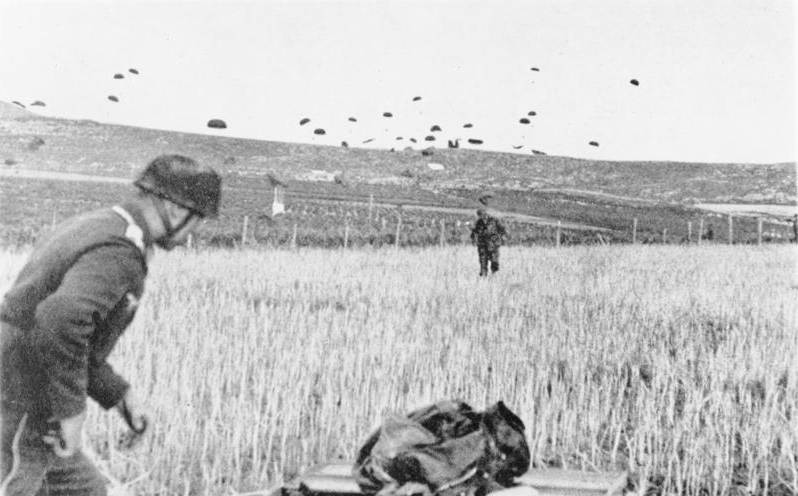
Przegrupowanie niemieckich spadochroniarzy po lądowaniu na Krecie

III batalion LLSR poniósł duże straty w trakcie podchodzenia do desantu na skutek ostrzału przeciwlotniczego alianckiej artylerii i wylądował na południe od lotniska w Maleme na umocnionych pozycjach nowozelandzkiej 5 Brygady Piechoty. Spadochroniarze znaleźli się pod ciężkim ostrzałem i nie mogli ani zebrać się w zwarte pododdziały, ani znaleźć zasobników z zaopatrzeniem. III batalion LLSR został w trakcie kilku godzin rozbity przez 23 batalion nowozelandzki, zajmujący pozycję w strefie zrzutu. Dowódca batalionu, płk Leckie i oficerowie jego sztabu zastrzelili kilku spadochroniarzy przez okna kwatery dowództwa batalionu. Pojedynczy spadochroniarze walczyli do wyczerpania amunicji jeszcze w kolejnych dniach, zmuszając 23 batalion do intensywnego patrolowania terenu.
I batalion LLSR wylądował na południe od lotniska i zanim zdążył się przegrupować do ataku, znalazł się pod silnym ogniem ze wzgórza 107, a jego dowódca mjr Koch został ciężko ranny. Pomimo to batalion zdołał utrzymać pozycje i związać walką część sił alianckich.
Szturm na lotnisko od zachodu rozpoczęły II i IV bat. LLSR pod dowództwem gen. Meindla, niszcząc część stanowisk karabinów maszynowych i artylerii przeciwlotniczej. Podjęty następnie atak na pasy startowe i wzgórze 107 załamał się, a generał Meindl został ciężko ranny. Główny cel ataku nie został osiągnięty, ale oczyszczenie terenu na zachód od lotniska z żołnierzy alianckich przez LLSR umożliwiło zrzut zaopatrzenia. Ponadto spadochroniarze zdołali oznaczyć białymi i pomarańczowymi płachtami pozycje alianckie, co ułatwiło samolotom szturmowym i myśliwcom Luftwaffe popołudniowe ataki wspierające desant.
Po południu dowódca broniącego wzgórza 107 22 bat. 5 Brygady Piechoty ppłk Andrew zameldował o trudnej sytuacji w jego regionie i zwrócił się o przysłanie posiłków, jednakże źle funkcjonująca łączność 5 Brygady nie pozwoliła jej dowódcy, brygadierowi Hargestowi, na właściwą ocenę sytuacji. W przekonaniu, że 23 batalion płk. Leckiego wciąż jest zaangażowany w walki, nie wydał mu rozkazu wsparcia obrońców kluczowego wzgórza. 23 bat. do zmierzchu ostrzeliwał z umocnionych pozycji niedobitki niemieckiego III bat. LLSR.
Zorganizowany przez ppłk. Andrew’a słaby kontratak nowozelandzki, którego celem był most na rzeczce Tavronitis, wspierany przez dwa czołgi, został przez niemieckich spadochroniarzy odparty po tym, jak oba pojazdy wycofały się na skutek usterek technicznych. Niemcy do wieczora utrzymali pozycje na zachodnim skraju lotniska.

##### Zgrupowanie „Mars” – część zachodnia

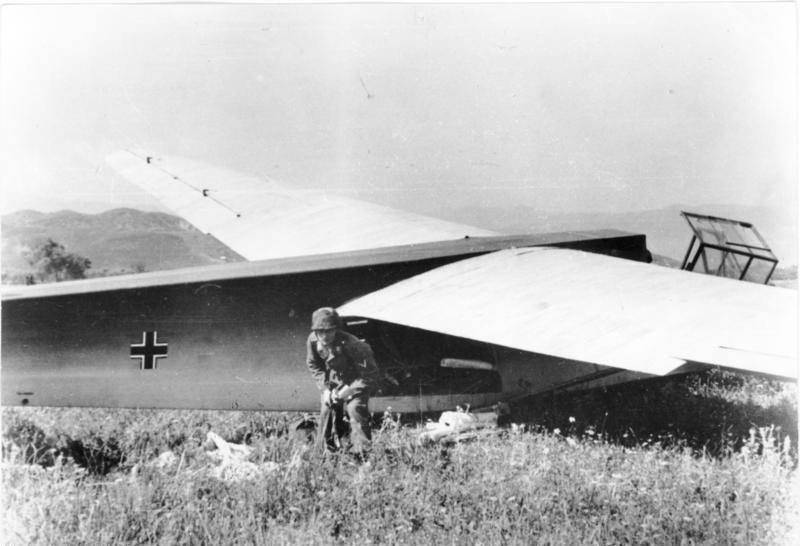
Piechota szybowcowa wkracza do akcji natychmiast po lądowaniu szybowca DFS 230, Kreta

Zgrupowanie „Mars” podzielono w planie „Merkur” na dwie części. Zachodnia, licząca ok. 3000 żołnierzy składała się z 3 Pułku Spadochronowego (Fallschirmjäger Regiment – FJR), części piechoty szybowcowej LLSR, sztabu i batalionu saperów 7 Dywizji Lotniczej (spadochronowej). Pododdział szybowcowy LLSR desantujący się ok. 8:00 koło Chani wylądował w pobliżu sztabu dowódcy Creeforce gen. Freyberga i został zniszczony przez kompanię ochrony sztabu. Drugi pododdział szybowcowy desantujący się ok. 1,5 km na południe od Chanii zdołał zniszczyć baterię plot., ale odparty w ataku na stanowiska łączności radiowej wycofał się w kierunku Perivolii w rejon lądowania 3 FJR. III/3 FJR lądujący na południe od oddziałów szybowcowych desantował się wprost na pozycjach nowozelandzkiej 4 Brygady Piechoty brygadiera Inglisa i został rozbity, zanim spadochroniarze zdołali się zebrać w pododdziały. Części niemieckich spadochroniarzy udało się jednak przebić na północny zachód koło obsadzonego przez grecki 8 Pułk Piechoty Wzgórza Cmentarnego i dołączyć do reszty swojego pułku.
I i II bataliony FJR wraz ze sztabem 7 Dywizji Lotniczej (spadochronowej), lądujące na południe od Galatas w Dolinie Więziennej, pomimo strat poniesionych w wyniku brytyjskiego ostrzału przeciwlotniczego zdołały się przegrupować i zdobyć masywny budynek więzienia, z którego można było kontrolować drogę z Chanii na południe oraz część Wzgórza Różowego, z którego wyparto grecki 6 Pułk Piechoty. Silny opór aliantów powstrzymał dalsze postępy Niemców i uniemożliwił rozszerzenie zdobytej strefy poprzez atak z północy na Wzgórze Cmentarne.

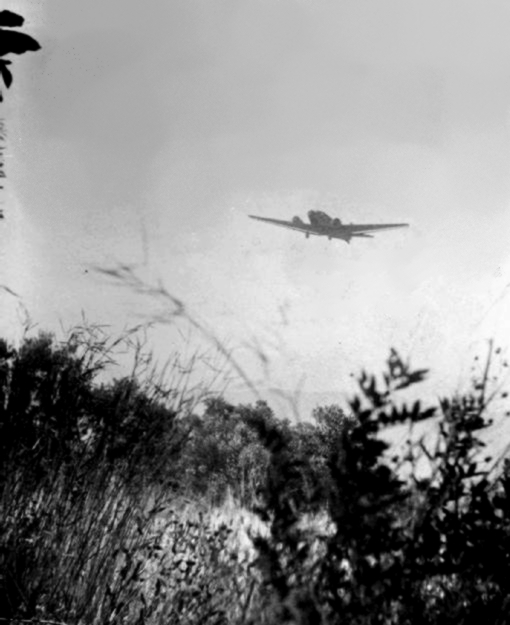
Transportowiec Junkers Ju 52 w niskim przelocie nad Kretą, początkowa faza bitwy

Desantujący się najdalej na południowy wschód rejonu „Mars” batalion saperów 7 Dywizji Lotniczej (Spadochronowej) nie napotkał silnego oporu aliantów i skutecznie zaatakował od tyłu grecki 8 Pułk Piechoty, zmuszając go do wycofania się na południe, aby uniknąć okrążenia. Pomimo że spadochroniarze na południe od Galatas zmusili większość obrońców do wycofania się z ich strefy zrzutu, dostarczanie zaopatrzenia było niemożliwe tak długo, jak niemieckie samoloty transportowe zaangażowane były w transport jednostek drugiej fali desantu spadochronowego.
Pomimo nalegań dowódców 4 Brygady Piechoty brygadiera Inglisa i 10 Brygady Piechoty brygadiera Kippenberga dowodzący 2 Dywizją gen. Edward Puttick nie zezwolił podległym jednostkom na przeprowadzenie kontrataku. Oceniał, że dotychczasowe sukcesy jego dywizji wynikają z obrony umocnionych pozycji i obawiał się zaskoczenia w przypadku, gdyby jego oddziały po opuszczeniu okopów zostały zaatakowane przez niemieckie jednostki desantowane w drugiej fali.
Do wieczora Niemcy utrzymali pozycje zdobyte przez I i II bat. 3 FJR i saperów 7 Dywizji. Atak powietrznodesantowy na Chanię i Galatas nie osiągnął żadnego z zakładanych celów, ale atakując sztab dowództwa Creforce i jego oddziały łączności, skutecznie sparaliżował brytyjską obronę Krety 20 maja 1941 roku.
Na skutek niemieckiego desantu w rejonie Chani zagrożone zostało bezpieczeństwo greckiego króla Jerzego II, który po niemieckim ataku na Wzgórze Cmentarne znalazł się bezpośrednio w strefie walk. Brytyjska ochrona monarchy zdołała jednak zastrzelić kilku spadochroniarzy i ewakuować Jerzego II przez góry na południowe wybrzeże Krety.

#### Atak II fali
Start drugiej fali desantowej, obejmującej pozostałe jednostki zgrupowania „Mars” oraz przeznaczonego do desantu we wschodniej części Krety zgrupowania „Orion”, opóźnił się ze względu na kurz wzbity przez lądujące samoloty oraz problemy z tankowaniem. Aby je przyspieszyć, paliwo w samolotach uzupełniano nie tylko z węży, ale także z kanistrów, co jednak trwało znacznie dłużej niż pierwotnie zakładano. Przez kilka godzin w kierunku Krety startowały jedynie nieliczne transportowce z zaopatrzeniem.

##### Zgrupowanie „Mars” – część wschodnia

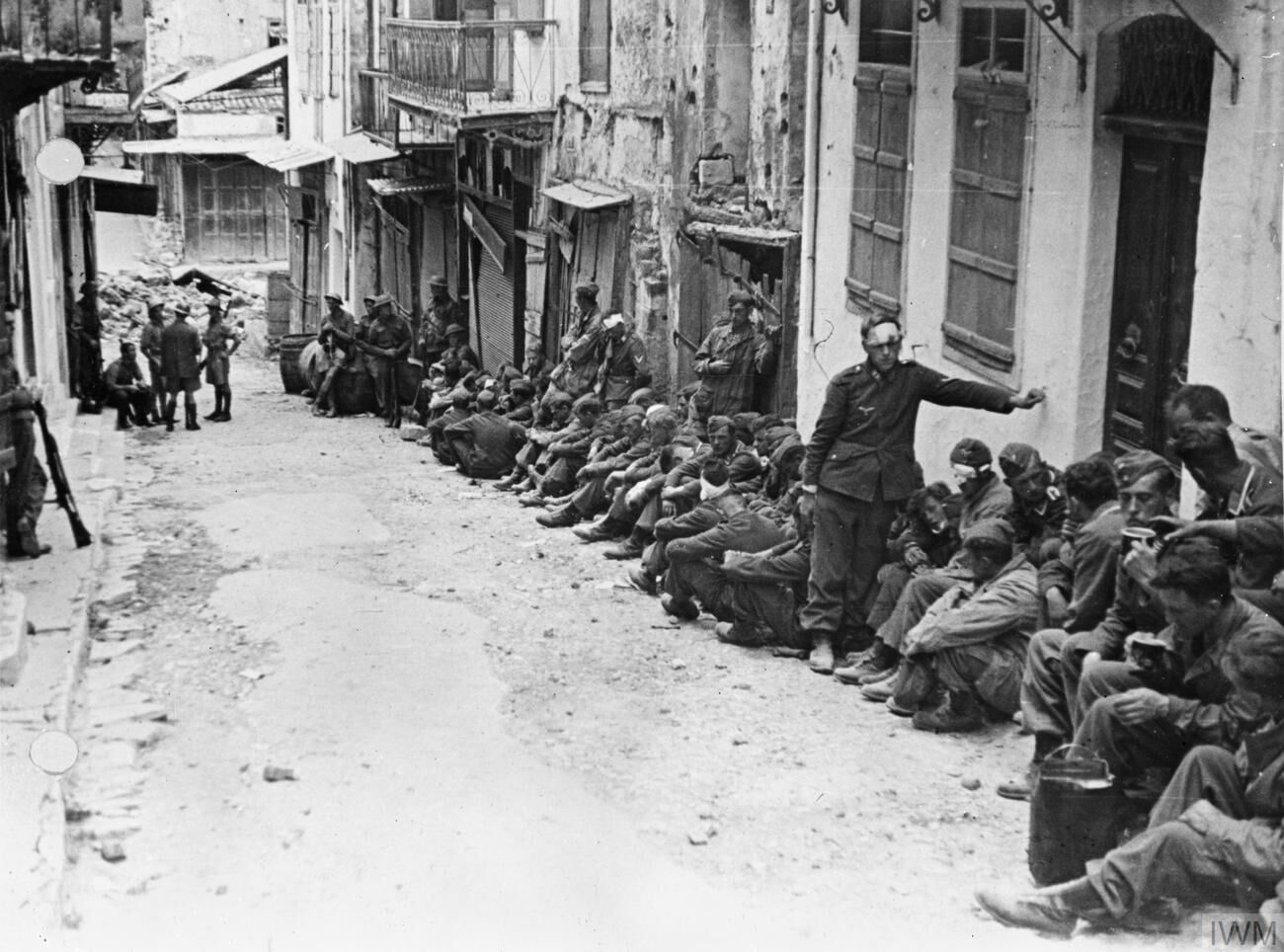
Jeńcy niemieccy pod brytyjską strażą

Po godz. 16.00 rozpoczęło się kolejne bombardowanie pozycji alianckich na Krecie. Pół godziny później zaczął się desant części wschodniej zgrupowania „Mars”, składającej się z I/2 FJR i III/2FJR (ok. 1500 żołnierzy) dowodzonych przez płk. Alfreda Sturma, którego zadaniem było zdobycie i zabezpieczenie lotniska i portu w Rethimno (Retimno), a następnie dołączenie do głównych sił zgrupowania „Mars” w rejonie Chanii. I/3 FJR i dowództwo zgrupowania, desantujące się wprost na płytę lotniska Rethimno, poniosły ciężkie straty od ognia okopanych żołnierzy australijskiej 19 Brygady Piechoty(, a następnie zostały rozbite kontratakiem greckiego 4 Pułku Piechoty. Płk Sturm dostał się do niewoli. Część pododdziałów zdołała obejść lotnisko od południa i dołączyć do desantującego się na wschód od lotniska III/2 FJR.
Wzmocniony III/2 FJR pod dowództwem mjr. Koha zaatakował kluczowy punkt obrony wschodniego skraju lotniska w Rethimno – wzgórze A. Broniący go batalion 2/1 australijskiej 19 Brygady Piechoty został częściowo zepchnięty, co pozwoliło spadochroniarzom zająć część wzgórza i umocnić się na zdobytych pozycjach w oczekiwaniu na poranne wsparcie lotnicze.
Wydzielony oddział z III/2 FJR desantował się bez znaczących strat i po udanym przegrupowaniu zaatakował miasto Rethimno, lecz atak został odparty przez greckich żandarmów wspieranych przez pospolite ruszenie mieszkańców. Spadochroniarze wycofali się w rejon Perivolii Rethimnońskiej i okopali.

##### Zgrupowanie „Orion”
Zgrupowaniem „Orion”, atakującym główny cel II fali – lotnisko i port w Iraklionie (Heraklionie), składającym się z 1 FJR i II/2 FJR (ok. 3000 żołnierzy) dowodził płk Brunon Bräuer. Aliancka obrona przeciwlotnicza na wschodzie Krety była silniejsza niż w innych regionach i doprowadziła do rozproszenia formacji niemieckich samolotów transportowych. II/1 FJR desantujący się pomiędzy morzem a lotniskiem w Heraklionie wylądował wewnątrz pozycji obronnych 14 Brygady Piechoty i został całkowicie rozbity. I/1 FJR wraz ze sztabem ugrupowania oraz jedną kompanią II/1 FJR desantował się w znacznym rozproszeniu w promieniu 10 km na wschód od celu. Batalion zdołał się przegrupować i po zebraniu rozproszonych spadochroniarzy uderzył wieczorem na lotnisko w Iraklionie, ale atak ten został odparty. Główny cel niemieckiego ataku na wschodzie Krety nie został osiągnięty, a przewaga alianckich obrońców nie pozwalała na kontynuowanie ataku. Niemcy umocnili się na zajętych pozycjach.
Dwa pozostałe bataliony zgrupowania „Orion” natrafiły na znacznie słabszy opór: III/1 FJR desantujący się ok. 6 km na południe i zachód od Iraklionu po przegrupowaniu podjął atak na miasto i pokonując grecki batalion garnizonowy, zdołał zdobyć część budynków greckich koszar, znajdujących się na przedmieściu. II/2 FJR osłaniający ugrupowanie „Orion” od zachodu poniósł jedynie minimalne straty podczas desantu i do wieczora umocnił się w strefie zrzutu, częścią sił wspierając walczący w Iraklionie III/1 FJR.

#### Nocne walki

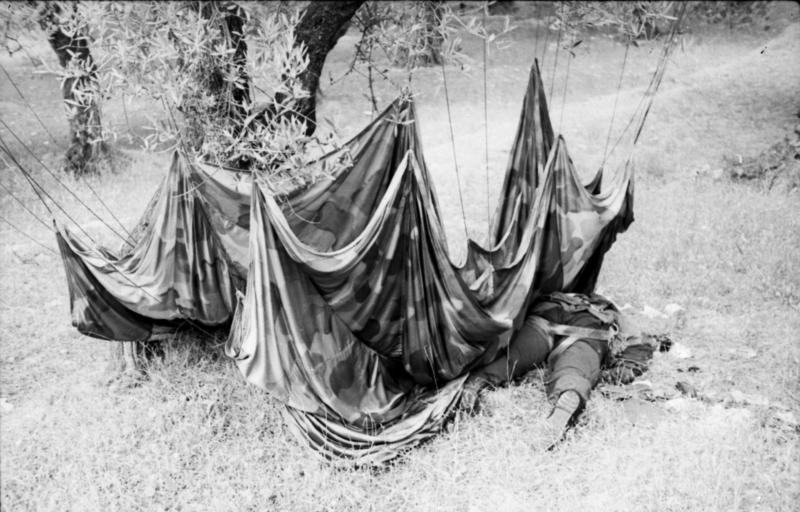
Martwy niemiecki strzelec spadochronowy. W wyniku wysokich strat desantu niemiecki atak 20 maja 1941 roku nie powiódł się.

Pod wieczór 20 maja niemieckiemu desantowi na Krecie udało się nawiązać łączność z dowództwem operacji w Grecji. Generał Karl Student, dowodzący operacją „Merkur” z Aten, uzyskał informacje zarówno o bardzo wysokich, przekraczających 1000 zabitych, rannych i zaginionych żołnierzy stratach wśród spadochroniarzy, jak i o fiasku pierwszego natarcia. Ponadto 4 Flota Lotnicza również poniosła wysokie straty w lotnictwie transportowym, obejmujące około 50 straconych maszyn transportowych. Wobec ciężkiej sytuacji zrzuconych na Krecie wojsk desantowych niemieckie dowództwo rozważało nawet rezygnację z dalszego prowadzenia ataku i pozostawienie 7 Dywizji Lotniczej (spadochronowej) na Krecie własnemu losowi. Na ocenę taką wpływała niemożność wsparcia desantu drogą powietrzną lub morską, gdyż żadne lotnisko ani port na Krecie nie zostało zajęte przez Niemców. O kontynuowaniu operacji „Merkur” zadecydowała nieugięta postawa gen. Studenta.
Wieczorem i w nocy z 20 na 21 maja przeciwko niemieckiemu desantowi wystąpiło także pospolite ruszenie kreteńskich cywilów, czego Niemcy nie brali pod uwagę w swych planach. Mieszkańcy wyspy rozgoryczeni silnymi bombardowaniami wyspy oraz niemiecką agresją, uzbrojeni zarówno we własną broń myśliwską oraz przestarzałą broń z okresów walk z Turkami na przełomie XIX i XX w., jak i nowoczesną broń zdobytą w znalezionych niemieckich zasobnikach lub zabraną zabitym i rannym spadochroniarzom, a nawet w narzędzia rolnicze, zabijali zagubionych niemieckich spadochroniarzy lub wskazywali ich pozycje alianckim żołnierzom i przecinali kable łączności. Utrudniali tym samym desantowi uzupełnienie zaopatrzenia ze zrzucanych na spadochronach zasobników i przegrupowanie, a swym sposobem walki budzili panicznych strach w niemieckich żołnierzach.
Jedna kompania LLSR, skierowana spod Maleme na zachód w celu zajęcia niewielkiego portu rybackiego w miejscowości Kastelii, została całkowicie rozbita przez cywilnych greckich kombatantów.
Brytyjskie dowództwo obrony wyspy (Creforce) było przekonane o odparciu niemieckiego desantu. Premier Churchill oświadczył w Izbie Gmin że „większa część agresorów atakujących lotniska została zmieciona z powierzchni ziemi”.

##### Maleme
Optymizmu tego nie podzielały dowództwa niższych szczebli. Generał Puttick nie otrzymał informacji o ciężkiej sytuacji 5 Brygady Piechoty brygadiera Hargesta i nie zdecydował się na przeprowadzenie nocnego kontrataku siłami 4 Brygady Piechoty i 10 Brygady Piechoty ze swojej dywizji. Brygadier Hargest uznał sytuację podległych mu batalionów za krytyczną, a przeprowadzenie przegrupowania i nocnego kontrataku za niewykonalne. Umożliwiło to okrążonym Niemcom wysyłanie patroli poszukujących zasobników z zaopatrzeniem i zagubionych spadochroniarzy, dzięki czemu desant zdołał utrzymać zdolność bojową i przygotować się do porannego ataku.
Po północy z 20 na 21 maja ppłk Andrews, nie doczekawszy się posiłków i obawiając się okrążenia i zniszczenia swojego batalionu, wydał rozkaz opuszczenia wzgórza 107 i wycofania w rejon obrony 23 bat, na co otrzymał wcześniej zgodę brygadiera Hargesta. Pozycji broniły tylko patrole z 28 batalionu maoryskiego, którego dowódca, nie wiedząc o wycofaniu 22 batalionu, poszukiwał z nim kontaktu. Przed świtem niemiecka grupa bojowa licząca ok. 200 żołnierzy, zebranych ad hoc przez lekarza LLSR, majora doktora Neumanna przeprowadziła szturm na wzgórze 107 i zdobyła je, spychając słabe pododdziały osłonowe aliantów. Wkrótce dołączyły do niej pododdziały i grupy bojowe walczące wokół wzgórza. Kluczowa pozycja w rejonie lotniska Maleme znalazła się 21 maja rano w rękach Niemców. Mjr Neumann został po bitwie za wykazaną inicjatywę nagrodzony Krzyżem Rycerskim.

##### Rethimno i Iraklion
W nocy w rejonie lotniska Rethimno mjr Kroh przeprowadził serię ataków na wzgórze A, zakończonych sukcesem: Niemcy całkowicie wyparli Australijczyków ze wzgórza i umocnili się na tej pozycji, ale ze względu na brak wsparcia innych sił grupy „Mars” nad ranem zdolnych do walki pozostało mniej niż 700 żołnierzy i atak na lotnisko Rethimno nie mógł być kontynuowany.
Płk Brunon Bräuer dowodzący zgrupowaniem „Orion” w nocy z 20 na 21 maja podjął decyzję o przerwaniu nierokującego powodzenia ataku na lotnisko w Iraklionie i odwrocie na łatwiejsze do obrony pozycje nad rzeką Amies, aby utrzymać zdolność bojową swojego zgrupowania, całkowicie blokując ruchy wojsk alianckich we wschodniej części Krety. 1 FJR zebrał się nad rzeką i utrzymywał strefę zrzutu. 21 maja desantowało się w niej 150 żołnierzy, którzy z różnych powodów nie zostali zrzuceni na Krecie 20 maja.

### II faza bitwy – przełamanie w rejonie Maleme 21–22 maja

#### Zdobycie lotniska Maleme 21 maja

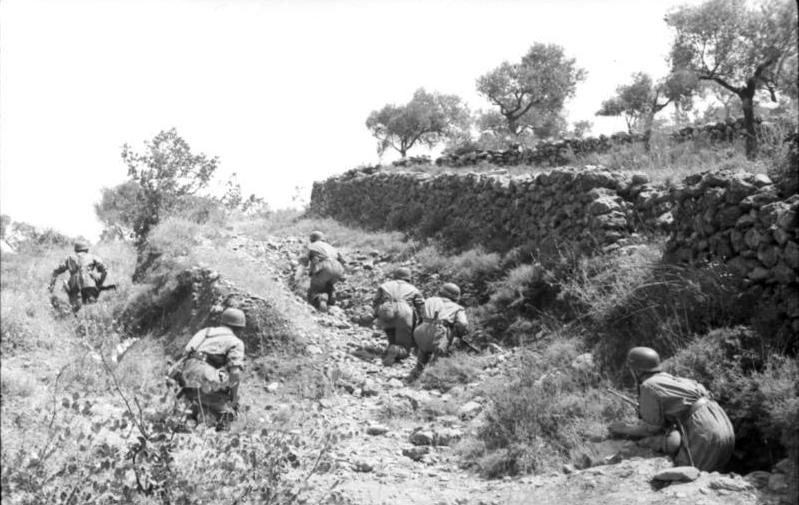
Atakujący Fallschirmjäger, maj 1941 roku

O świcie 21 maja na lotnisku w Maleme wylądował pojedynczy transportowy Junkers z amunicją i po załadowaniu kilku ciężko rannych spadochroniarzy odleciał do Grecji. Na pokładzie wykonującej ryzykowną misję rozpoznawczą maszyny znajdował się łącznik generała Studenta – kpt. Kleye. Dzięki jego raportowi gen. Student ustalił, że pomimo sporadycznego alianckiego ostrzału z broni ręcznej i artylerii lądowanie na lotnisku samolotów z zaopatrzeniem i ewakuacja rannych żołnierzy są możliwe. Misja ta przesądziła o decyzji niemieckiego dowództwa, aby cały wysiłek XI Korpusu Lotniczego skierować na zdobycie i utrzymanie lotniska w Maleme. Przed południem nieregularnie lądujące transportowce pozwoliły pododdziałom LLSR okupującym lotnisko uzupełnić zapasy i ewakuować najciężej rannych, przywracając desantowi zdolność bojową.
Wczesnym popołudniem na wschód od lotniska desantowała się rezerwa strategiczna 7 Dywizji Lotniczej (spadochronowej) – trzymana dotychczas w odwodzie grupa 550 spadochroniarzy z II/2FJR dowodzonych przez płk. Bernharda Ramcke, który po wylądowaniu i przegrupowaniu objął dowództwo nad niemieckimi siłami w rejonie Maleme. Pomimo że część rezerwy desantowała się w rejonie już patrolowanym przez aliantów i poniosła ciężkie straty w walkach o miejscowość Pirgos, jej przybycie na tyle zabezpieczyło zdobyte lotnisko, że po 16:00 Niemcy rozpoczęli przerzucanie drogą lotniczą do Maleme pododdziałów 100 Pułku Strzelców Górskich (Gebirgjägerregiment – GJR) z 5 Dywizji Górskiej oraz ciężkiego uzbrojenia – artylerii, dział przeciwlotniczych i zaopatrzenia.

#### Kontratak aliancki w nocy z 21 na 22 maja

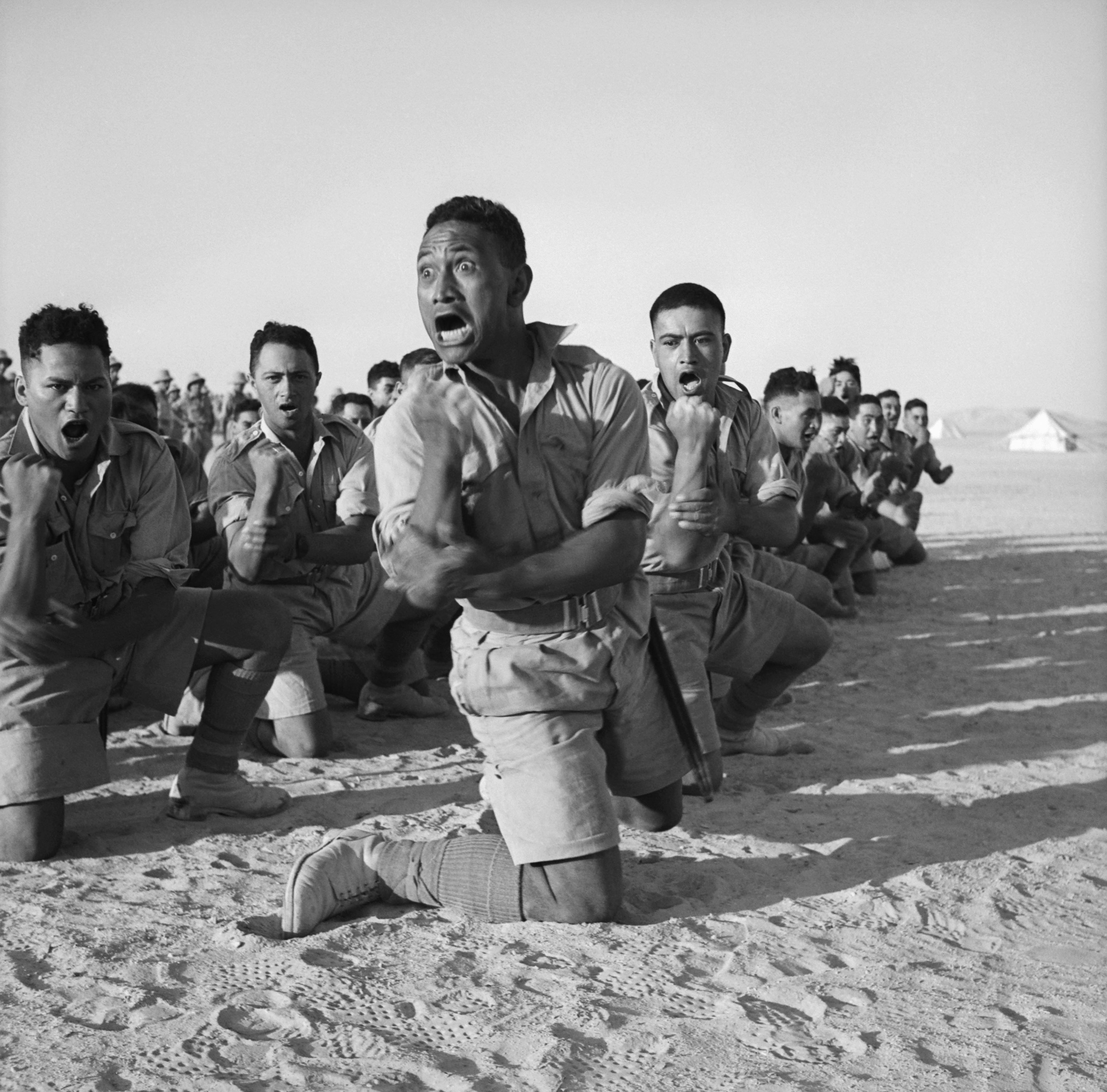
Żołnierze 28 maoryskiego batalionu nowozelandzkiej 2 Dywizji Piechoty tańczą hakę – rytualny taniec wojowników, 1941 rok

Nad ranem 21 maja australijska 19 Brygada Piechoty silnym kontratakiem wyparła pododdziały 2 FJR ze wzgórza A koło Rethimno i zmusiła niedobitki wschodniego ugrupowania Zgrupowania „Mars” do wycofania się w rejon strefy zrzutu III/2FJR w pobliżu Stawromenos. Umożliwiło to przerzucenie części oddziałów 19 Brygady Piechoty z rejonu Rethimmo w rejon Perivolli i Chani, gdzie dwa bataliony australijskie dotarły w nocy z 21 na 22 maja. Pozycje na północnych plażach Krety w rejonie Chani od początku bitwy biernie zajmował 20 batalion z 4 Brygady Piechoty, przygotowany do obrony przeciwko niemieckiemu desantowi morskiemu. Nie jest jasne, czy dowództwo Creforce przeceniło możliwość Niemców do zorganizowania ataku z morza, czy też otrzymało rozkaz przygotowania obrony przed desantem morskim, aby Niemcy nie mogli domyślić się, że ich szyfry zostały złamane, a zamiary przeprowadzenia desantu powietrznego są aliantom znane. Zajęcie pozycji na wybrzeżu przez Australijczyków umożliwiło zorganizowanie silnego kontrataku, w celu rozbicia Niemców w zachodniej części wyspy i odzyskania lotniska Maleme.

Po przybyciu oddziałów australijskich, maoryski 20 bat. i 28 bat. nowozelandzkiej 10 Brygady Piechoty zostały natychmiast skierowane w rejon Maleme. Zgodnie z planem gen. Putticka miały stworzyć trzon grupy przeznaczonej do kontrataku na lotnisko. Pozostałe oddziały 2 Dywizji Piechoty miały zadanie wspierać atak na dotychczasowych kierunkach. Przegrupowanie 20 bat. z pozycji na wybrzeżu do kontrataku nie zakończyło się przed świtem. 

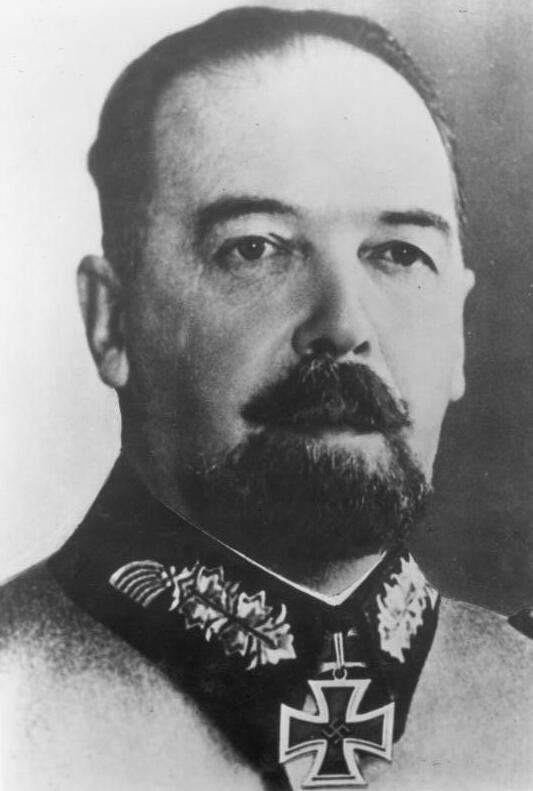
Generał Julius Ringel, dowódca 5 Dywizji Górskiej, po przylocie na Kretę 22 maja objął dowództwo nad znajdującymi się na wyspie oddziałami niemieckimi

22 maja o 3:30 do ataku na lotnisko w środku brytyjskiego ugrupowania ruszył 23 batalion. Pomimo pierwszych sukcesów został odparty przez spadochroniarzy obsadzających teren wokół pasów startowych, wspieranych od świtu przez Luftwaffe. Oskrzydlające Niemców lewoskrzydłowe natarcie 21 batalionu zostało odrzucone niemieckim kontratakiem na południe w góry. Nieskoordynowane, poranne natarcie przeprowadzone 22 maja z determinacją przez 20 i 28 bataliony wzdłuż wybrzeża na okopane pododdziały niemieckiej rezerwy, dowodzone przez płk. Ramckego, utknęło w walkach o miejscowość Pirgos pod ogniem granatników i karabinów maszynowych, gdzie obydwie strony poniosły znaczne straty. Jedynie nieliczne grupy alianckich żołnierzy zdołały ostrzelać niemieckie samoloty transportowe na lotnisku w Maleme. W ciągu dnia pod naporem spadochroniarzy i niemieckiego lotnictwa wszystkie kontratakujące bataliony nowozelandzkie musiały się wycofać. Niemcy zdołali utrzymać kluczowe lotnisko i 22 maja po odparciu nowozelandzkiego kontrataku samoloty transportowe dostarczyły do Maleme cztery bataliony z 85 i 100 GJR oraz dowódcę 5 Dywizji Górskiej gen. Juliusa Ringla, który objął dowództwo nad całością niemieckich wojsk walczących na wyspie.
Wykorzystując zaangażowanie Nowozelandczyków w kontratak na Maleme, grupa bojowa złożona z I i II/3 FJR oraz saperów 7 Dywizji Lotniczej przeprowadziła natarcie na Różowe Wzgórze w celu uzyskania połączenia z niemieckimi oddziałami broniącymi lotniska Maleme, ale atak ten został przez aliantów odparty.

#### Walki w rejonie Rethimno i Iraklinonu
Po południu 21 maja pododdziały I/2 FJR odparte z Rethimonu umocniły się wokół wytwórni oliwy w Stawromenos, a III bat./2 FJR zajmował pozycje w okolicach Perivoli Rethymońskiej. Wyczerpanie amunicji i reszty zaopatrzenia oraz straty poniesione poprzedniego dnia wykluczały możliwość podjęcia przez nie nie tylko jakiejkolwiek akcji zaczepnej, ale nawet dłuższej skutecznej obrony przed pozostałymi w rejonie pododdziałami australijskiej 19 Brygady Piechoty.
Po przerwaniu ataku na lotnisko w Iraklionie III/1 FJR przeszedł do obrony, odpierając kilka ataków wojsk greckich i brytyjskich. 22 maja batalion wycofał się w rejon swojej strefy zrzutu.

#### Bitwa morska u wybrzeży Krety 21–22 maja

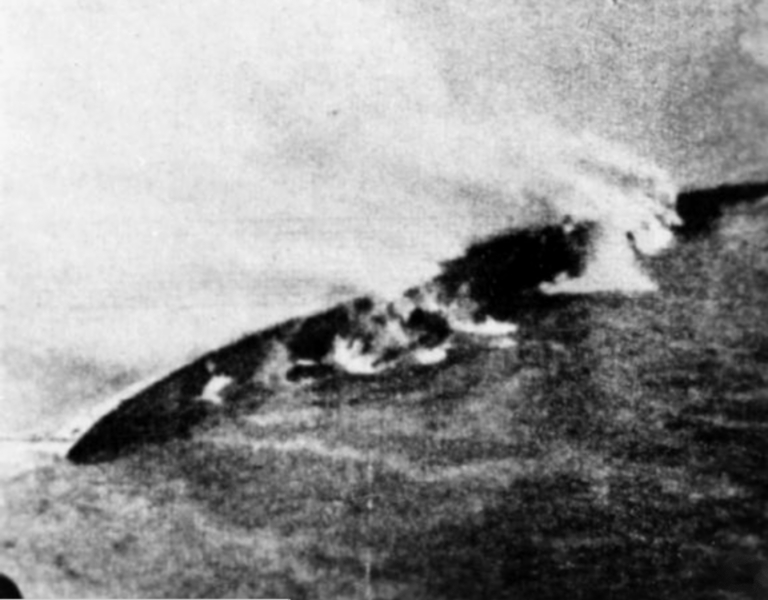
Brytyjski krążownik HMS „Gloucester” tonący po niemieckim ataku lotniczym 22 maja 1941 roku

Siły przeznaczone do przybycia na Kretę drogą morską składały się z pododdziałów II/85 GJR, III/100 GJR, włoskiego batalionu piechoty z pułku San Stefano oraz czołgów z 5 Dywizji Pancernej. Nie posiadały one sprzętu ani wyszkolenia pozwalającego na szturm plaży lub umocnionego brzegu, plan operacji „Merkur” przewidywał wyładowanie ich w jednym ze zdobytych przez wojska powietrznodesantowe portów (Sudzie, Chani albo Kastelli). Do przewiezienia wyznaczonych zgrupowań na Kretę zarekwirowano w Jugosławii i Grecji kilkadziesiąt małych statków oraz jachtów i barek, podzielonych na dwa konwoje.
Konwoje wyruszyły 19 oraz 20 maja, aby dotrzeć do wyspy Milos i stamtąd przedostać się na Kretę. Pierwszy konwój eskortowany przez włoski torpedowiec „Lupo” wyruszył z Milos w nocy z 21 na 22 maja i tej samej nocy został przechwycony przez zespół kontradm. Glenniego w składzie: krążowniki HMS „Ajax”, HMS „Dido”, HMS „Orion” oraz cztery niszczyciele. Przytłaczająca przewaga aliantów doprowadziła do zniszczenia konwoju (zatopiono 3 statki i 13 jachtów i barek) pomimo dzielnej obrony podjętej przez okręt włoski. Zginęło ok. 400 żołnierzy niemieckich.
Drugi konwój zmierzający ku Krecie 22 maja otrzymał rozkaz odwrotu, podczas którego został przechwycony przez zespół kontradm. Kinga w składzie: krążowniki HMS „Naiad”, HMS „Carlisle”, HMAS „Perth” i osłona niszczycieli. Zanim alianckie okręty zdołały odgonić eskortujący konwój włoski torpedowiec „Sagittario”, nastąpił nalot Luftwaffe, który umożliwił niemieckiej flocie odwrót. Zatopiono jeden statek z konwoju. Ostatecznie na Kretę przedarł się jedynie statek wiozący 113 żołnierzy bez ciężkiego wyposażenia, a Niemcy zrezygnowali z dalszych prób dostarczania posiłków drogą morską.
Niemieckie lotnictwo po zmuszeniu do odwrotu zespołu kontradm. Kinga kontynuowało naloty 22 maja, kilkakrotnie atakując wycofujące się do Egiptu alianckie okręty. W wyniku ataków powietrznych zatonęły nowoczesny krążownik HMS „Gloucester” oraz niszczyciel HMS „Greyhound”, uszkodzony został pancernik HMS „Warspite”, a 23 maja Luftwaffe zatopiła na południe od Krety dwa brytyjskie niszczyciele i pięć ścigaczy torpedowych. Zniszczono ponadto wszystkie samoloty z lotniskowca HMS „Formidable”. Zginęło ponad 1100 alianckich marynarzy.

### III faza bitwy – ofensywa niemiecka 23–25 maja

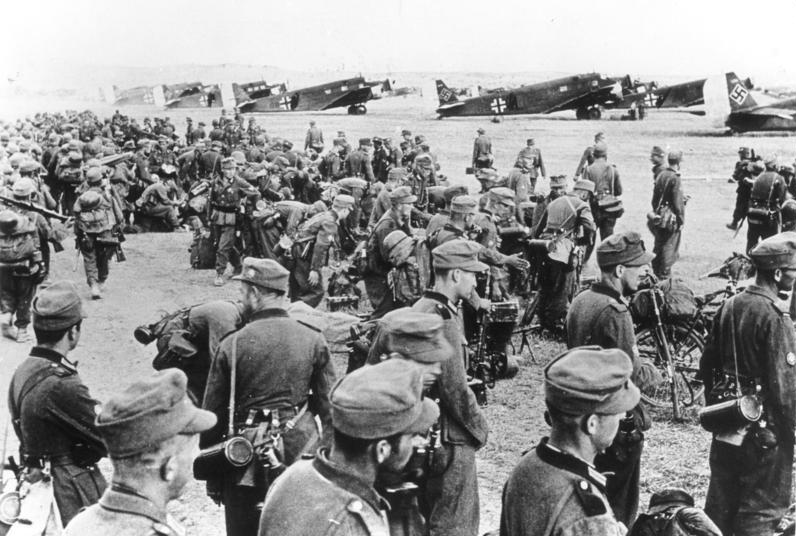
Strzelcy górscy przed załadunkiem do samolotów transportowych, mających przewieźć ich na Kretę.

Ofensywa niemiecka rozpoczęła się o świcie 23 maja. Zgrupowanie dowodzone przez płk. Ramckego zaatakowało wzdłuż północnego wybrzeża Krety, zdobywając Pirgos, lecz ok. 11:00 zostało zatrzymane na pozycjach 20 i 28 batalionu pod Platanias. Atakujące pododdziały zostały wzmocnione przez pojedynczych spadochroniarzy z rozbitych III bat. LLSR oraz rezerwy strategicznej 7 Dywizji Lotniczej (spadochronowej), którzy dołączali do atakujących.
Pododdziały należące do Kampfgruppe Utza, uderzając na południe od pozycji 20 i 28 batalionu na 18 batalion z 4 Brygady Piechoty, zmusiły do wycofania się aliancką artylerię ostrzeliwującą rejon lotniska w Maleme i zaczęły zagrażać oskrzydleniem nowozelandzkiej 5 BPiech. Ponieważ jednocześnie pododdziały spadochronowe 3 FJR zajęły Stalos, 5 BPiech znalazła się w zagrożeniu wzięciem w kleszcze. 23 maja o godz. 15:00 5 BPiech wycofała się do Galatos. O świcie 24 maja ścigające ją pododdziały 100 GJR napotkały patrole 3 FJR. Zgrupowania „Komet” i „Mars” zostały połączone, spadochroniarze uzyskali możliwość uzupełnienia zapasów dostarczanych przez lotnisko w Maleme, nawiązana została łączność z Luftwaffe. Współpraca różnych rodzajów broni oraz wykorzystanie zdobytego na aliantach wyposażenia znacznie zwiększyły skuteczność niemieckiego natarcia.

#### Bitwa o Galatos 24–25 maja
Po południu i wieczorem 24 maja niemiecki 100 GJR z marszu przeprowadził dwa szturmy na Wzgórze Pszenicy i Wzgórze Czerwone pod Galatos, odparte przez 18 bat. 4 Brygady Piechoty, wzmocniony żołnierzami z rozbitych jednostek oraz artylerią. Niemcy zdołali jednak rozpoznać alianckie pozycje i lepiej przygotować atak 25 maja. Na lotnisko w Maleme przybył 141 GJR, który został natychmiast skierowany na front.

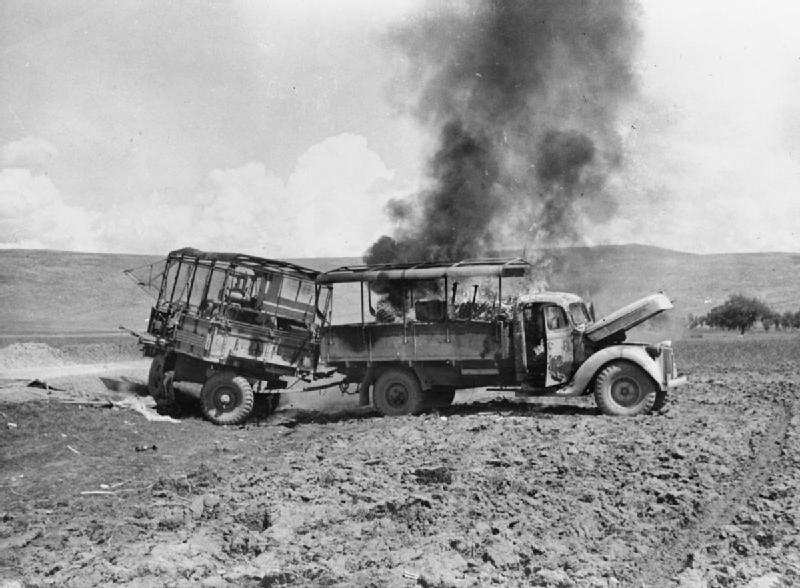
Pojazdy wojsk brytyjskich zniszczone przez niemieckie lotnictwo

25 maja od rana pozycje alianckie znalazły się pod silnym ogniem niemieckiej artylerii i lotnictwa szturmowego. Po południu III bat./100 GJR wspierany przez spadochroniarzy zdobył Wzgórze Czerwone, a I i II bat./100 GJR Wzgórze Pszenicy i wdarły się do Galatos. Pomimo przeciwnatarcia na bagnety poprowadzonego osobiście przez dowódcę 18 batalionu, ppłk. Greya oraz kontrataku pozostałości 10 Brygady Piechoty spod Chani, aliantom nie udało się odzyskać straconych pozycji. Osiągnięto jedynie zatrzymanie postępu Niemców, co pozwoliło wycofać się pobitym obrońcom Galatos do Chani. Przed północą 25 maja Kampfgruppe Utza zajęła Galatos.
Alianci wycofali się 26 maja na nową linię obrony na obrzeżach Chani i Perivoli i przyjęli ugrupowanie obronne – na północy 5 Brygada Piechoty wzmocniona ostatnim nietkniętym oddziałem 4 Brygady Piechoty – 19 batalionem nowozelandzkim, w centrum australijska 19 Brygada Piechoty wsparta niedobitkami 10 Brygady Piechoty, na lewym południowym skrzydle grecki 2 Pułk Piechoty, broniący górzystego, łatwiejszego do obrony rejonu wokół Mournies.

#### Stagnacja w rejonie Rethimno i Iraklionu
25 maja batalion 2/11 australijskiej 19 Brygady Piechoty przy wsparciu artylerii zdobyły heroicznie bronioną od 21 maja strefę zrzutu I/2FJR w rejonie Stawromenos, ale niedobitki spadochroniarzy wycofały się w rejon obrony III/2FJR koło Perivoli Rethymnońskiej. Tej niemieckiej pozycji aliantom nie udało się zająć.
Wycofany z Iraklionu III/1 FJR od 23 maja utrzymywał swoją strefę zrzutu odpierając brytyjskie kontrataki. 25 maja rano w kontrolowanym przez batalion rejonie desantowała się grupa 400 spadochroniarzy z 7 DSpad, którzy nie dotarli na wyspę 20 maja z powodu uszkodzenia samolotów transportowych. Tego dnia wieczorem dowództwo zgrupowania „Orion” podjęło decyzję o skoncentrowaniu sił nad rzeką Amies, w strefie zrzutu I i II/ 1 FJR. III/1 FJR w trakcie wykonywania tego rozkazu obszedł Iraklion od południa, niszcząc znajdujące się na jego drodze stanowiska alianckiej artylerii na Wzgórzu Wierzchołkowym.

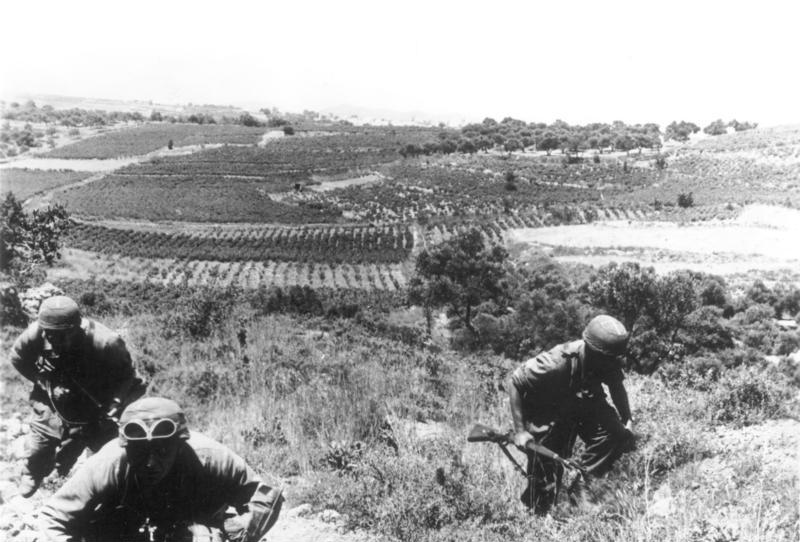
Niemieccy spadochroniarze w górzystym terenie Krety

### IV faza bitwy – porażka aliantów 26–28 maja

#### Bitwa o Chanię 26–27 maja
26 maja gen. mjr Wetson otrzymał od gen. Fryberga rozkaz objęcia dowództwa nad siłami alianckimi utrzymującymi front pomiędzy wybrzeżem a Mournies. Wobec wyczerpania pozbawionych regularnego zaopatrzenia Nowozelandczyków uznał on wzmocnienie prawej flanki broniącego się ANZAC za konieczne i skierował wcześniej dowodzone przez siebie rezerwowe bataliony w sile brygady (ok. 1300 żołnierzy) z Sudy na front pod Chanią. Posiłki miały zostać podporządkowane dowódcy rozwiązanej 4 BPiech, gen. Inglisowi. Przemarsz odwodów odbywał się w nocy, aby uniknąć niszczących ataków Luftwaffe. Manewr nie był koordynowany przez gen. Fryberga, który organizował ewakuację zbędnych jednostek tyłowych przez port w Sudzie, a gen. Wetson bezpośrednio wydał rozkazy swoim podkomendnym zajęcia pozycji na zachodnich przedmieściach Chani.
W nocy z 25 na 26 maja pododdziały 85 i 141 GJR wyparły grecki 2 Pułk Piechoty z pozycji na południe od ANZAC i rozpoczęły oskrzydlanie 19 BPiech. Wobec zagrożenia okrążeniem i braku jakichkolwiek sił dla jej wzmocnienia gen. Vasey zwrócił się o zgodę na wykonanie odwrotu, lecz gen. Wetson zmieniał pozycję swojego sztabu i nie można go było odnaleźć. Pod jego nieobecność gen. Puttick wydał zarówno 5 BPiech, jak i 19 BPiech rozkaz odwrotu do Sudy. W pościgu za wycofującymi się aliantami podążał 100 GJR.
W ciemnościach wycofujący się Nowozelandczycy i Australijczycy minęli się z idącymi im na pomoc posiłkami i zajęli nowe pozycje w Sudzie. O świcie 26 maja rezerwowe bataliony Wetsona, zajmując bez kontaktu z sojusznikami pozycje obronne na zachodnich przedmieściach Chani, znalazły się w okrążeniu.

Atak niemiecki na Chanię rozpoczął się 27 maja o godz. 8.30. Kampfgruppe Ramcke natarła z zachodu, 100 GJR z południowego zachodu, a 3 FJR, obchodząc pozycje brytyjskie od południa, odciął im odwrót do Sudy. Rezerwa Creforce została w ciągu dnia rozbita, z 1300 żołnierzy wycofać zdołało się 250. Chania została zajęta przez Niemców do wczesnego popołudnia, a ostatnie broniące się w jej okolicach siły brytyjskie pokonane zostały 28 maja rano. 

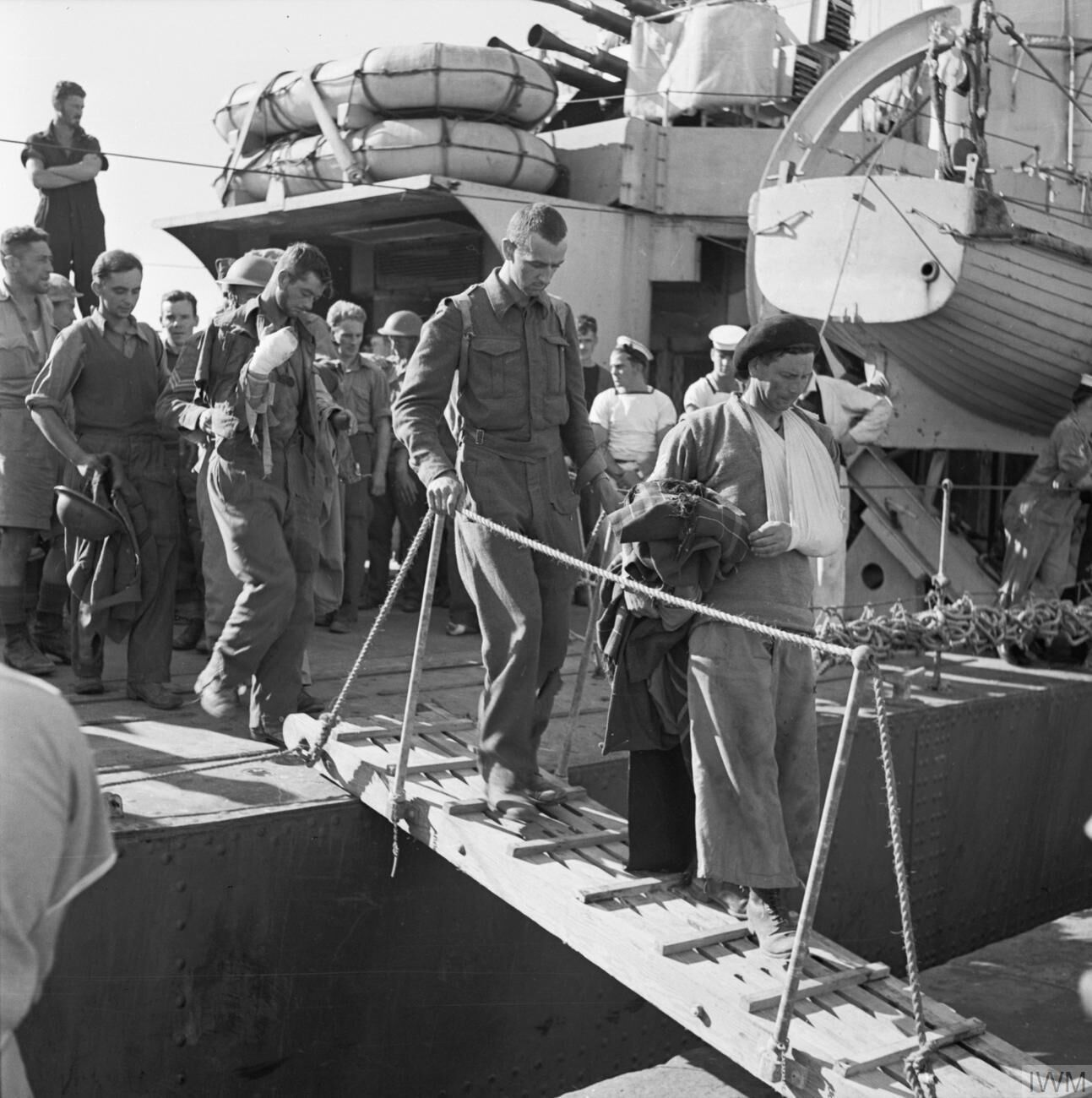
Ranni brytyjscy żołnierze opuszczają pokład statku w porcie egipskim, 31 maja 1941

Klęska pod Chanią i zniszczenie ostatniego z odwodów przekonały gen. Fryberga o niemożności skutecznej obrony wyspy. Dowódca Creforce wystosował do Brytyjskiego Dowództwa na Bliskim Wschodzie prośbę o zgodę na ewakuację alianckich wojsk z Krety. Rząd w Londynie początkowo jednak odmówił zatwierdzenia tej decyzji i rozkazał gen. Wavellowi przysłanie na Kretę posiłków.

#### Walki o Sudę
85 i 141 GJR dotarły do Sudy 27 maja i z marszu rozpoczęły o godz. 11.00 atak na pozycje ANZAC. Nowozelandzki kontratak na bagnety doprowadził do rozbicia I/141 GJR (250 żołnierzy rannych i zabitych), a pozostałe pododdziały 141 GJR utrzymały pozycje tylko dzięki osłonie ogniowej z karabinów maszynowych i granatników III/141 GJR, która powstrzymała dalszą szarżę 28 batalionu maoryskiego. Suda została utrzymana przez aliantów do wieczora 27 maja.

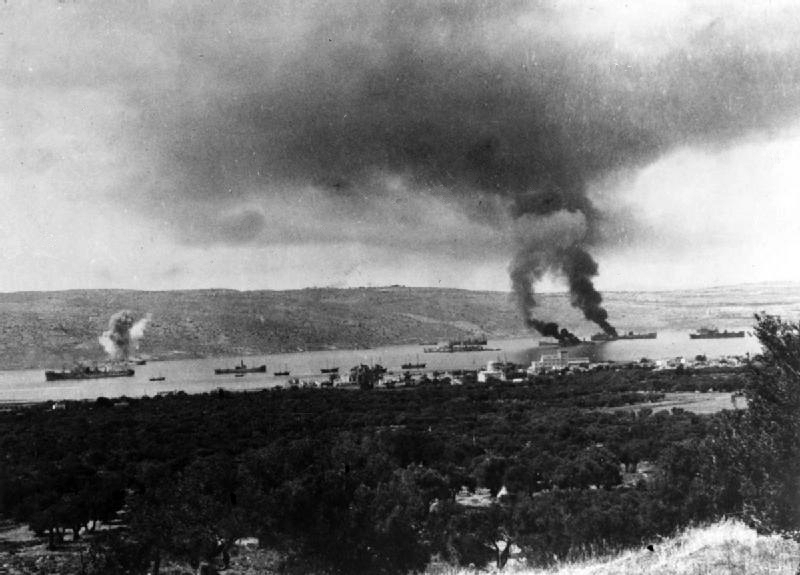
Zatoka Suda po nalocie niemieckiego lotnictwa

27 maja po południu gen. Fryberg otrzymał wreszcie z Dowództwa Bliski Wschód w Kairze zatwierdzony przez rząd rozkaz ewakuacji wojsk z Krety. Bitwa o wyspę została przegrana.
28 maja na front pod Sudą przybyły przetransportowane na lotnisko w Maleme 95 batalion motocyklowy oraz pododdział rozpoznawczy. Gen. Ringel dokonał przegrupowania dowodzonych przez siebie sił: 5 Dywizja Górska skierowana została do decydującego natarcia na wycofujący się Creforce, a zdolne do walki pododdziały 3 FJR i Kampfgruppe Ramcke przeznaczone zostały do zabezpieczenia opanowanego rejonu Chani i Sudy.
W przekonaniu, że pokonane na zachodzie Krety oddziały Creforce wycofują się głównie do Rethimno celem utworzenia nowej linii obrony gen. Ringel skierował główny wysiłek na zdobycie skrzyżowania dróg we Vrises (Wrises) i kontynuację natarcia na wschód, aby uzyskać połączenie z niedobitkami 2 FJR broniącymi się w okolicach Perivoli Rethymońskiej. Pościg na południe prowadzić miał jedynie 100 GJR.

#### Walki we wschodniej części wyspy

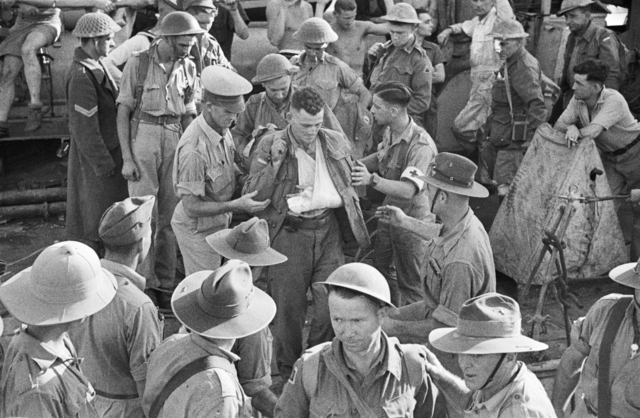
2 czerwca 1941 roku, żołnierze australijskiej 6 Dywizji Piechoty ewakuowani z Krety schodzą na ląd w Aleksandrii

Pomiędzy 22 maja a 28 maja batalion 2/11 z 19 Brygady Piechoty podjął kilka prób zniszczenia niedobitków III/2 FJR, lecz brak koordynacji działań z greckimi sojusznikami nie pozwolił aliantom wykorzystać przewagi liczebnej nad niemieckim desantem. 27 maja łączność pomiędzy garnizonem Rethimmno a dowództwem Creforce została przerwana. Ppłk Campbell, dowódca garnizonu, nie miał wiedzy o rozwoju sytuacji na zachodzie wyspy.
28 maja 1941 r. aliancki garnizon Iraklionu otrzymał od gen. Wavella rozkaz przygotowania się do ewakuacji. Tego samego dnia o świcie z Aleksandrii wyruszył zespół kontradm. Rawlingsa liczący trzy krążowniki (HMS „Dido”, HMS „Ajax”, HMS „Orion”) w eskorcie sześciu niszczycieli, z zadaniem opłynięcia wschodniego cypla Krety i dotarcia do portu w Iraklionie. Okręty musiały w ciągu dnia kilkakrotnie odpierać ataki Luftwaffe, zestrzeliwując kilka samolotów. Wieczorem do odwrotu zmuszony został uszkodzony bombą HMS „Ajax”.

### V faza bitwy – odwrót i ewakuacja Creforce 29 maja – 1 czerwca

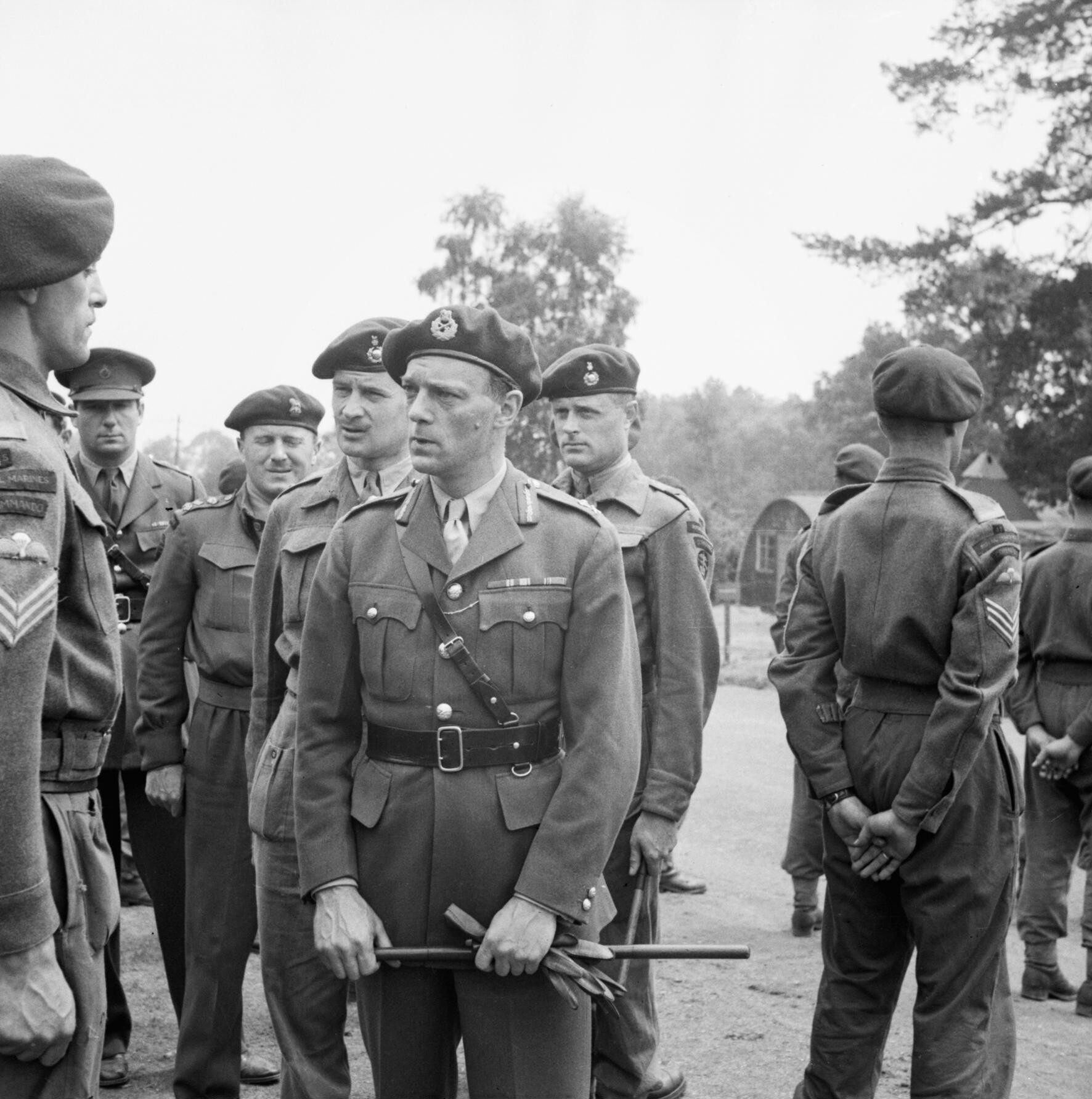
Gen. Robert Laycock wśród brytyjskich komandosów, zdjęcie wykonano w 1944 roku

Dowództwo Creforce podjęło decyzję o ewakuacji pobitych 4, 5 i 19 BPiech najkrótszą drogą z Sudy przez góry na południowe wybrzeże wyspy, do niewielkiego portu w Chora Sfakion. Osłonę odwrotu powierzono trzem zgrupowaniom (commanda) komandosów (ok. 800 żołnierzy) dowodzonych przez płk. Roberta Laycocka, przybyłych do Sudy 27 maja.
29 maja rano nacierające wojska niemieckie zajęły miejscowość Vrises wraz ze skrzyżowaniem drogi nadmorskiej z Chani i Sudy do Rethimno i Iraklionu z drogą przez góry z Sudy do Chora Sfakion. W wyniku brytyjskiego odwrotu na południe droga na wschód wyspy stanęła przed 5 Dywizją Górską otworem.

#### Odwrót przez Białe Góry[80]

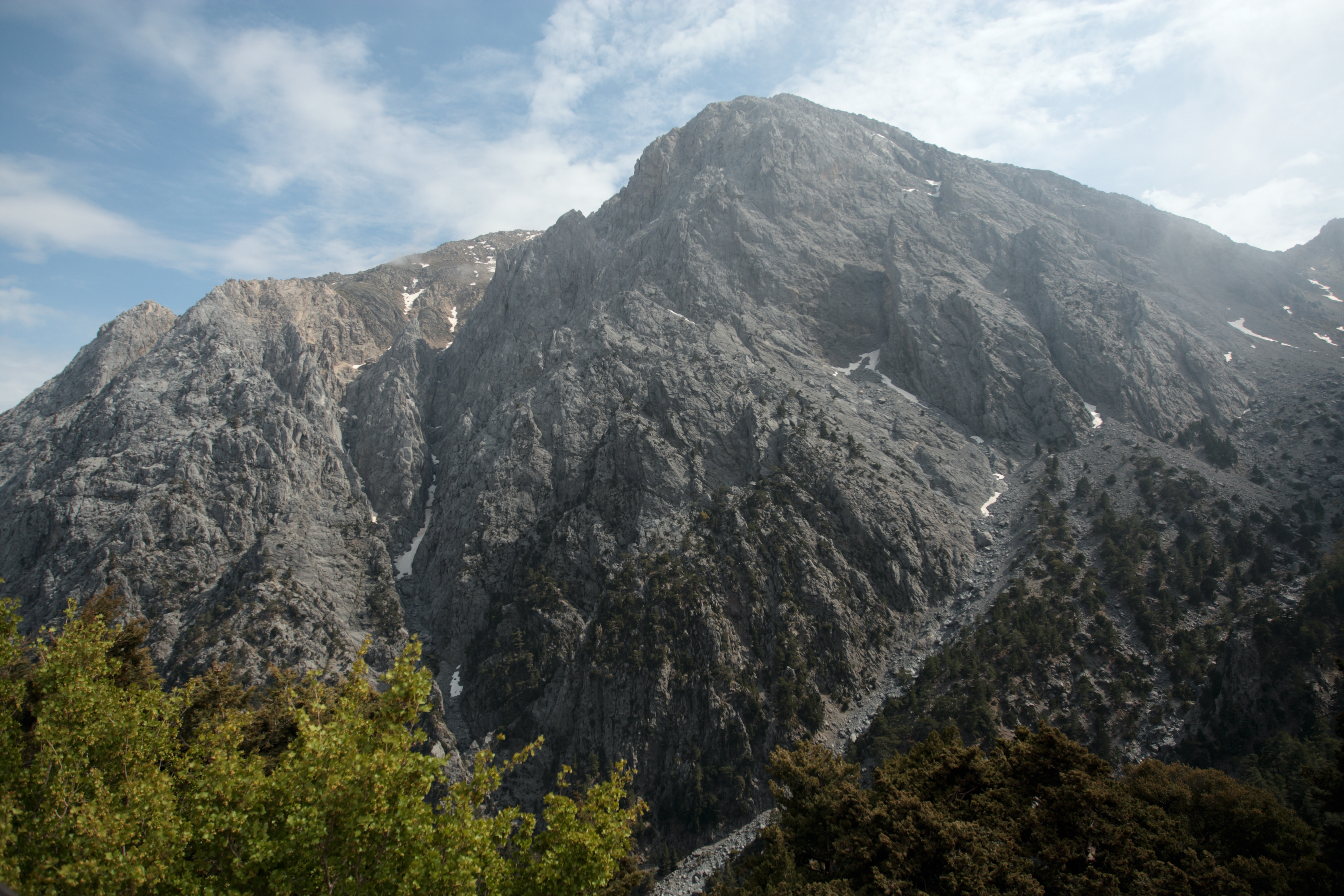
Kreta, Lefka Ori (Białe Góry)

Wobec braku środków transportowych alianckie dowództwo zdecydowało się 29 maja na utworzenie obrony okrężnej wokół Chora Sfakion, wyznaczenie punktu zbornego rozbitych oddziałów w Askifu Plain i zorganizowanie kilku umocnionych pozycji na szlaku do portu. Pozycje te utrzymywane były w dzień przez pozostające w najlepszej kondycji pododdziały brytyjskie, aby w nocy, unikając destrukcyjnych nalotów Luftwaffe, przemieszczać się na kolejną pozycję. Alianci niszczyli mosty i zaminowywali drogi oraz urządzali zasadzki w celu powstrzymania niemieckiego pościgu i umożliwienia dotarcia do Askifu Plain i Chora Sfakion jak największej liczbie żołnierzy.

#### Upadek Rethimno i Iraklionu
29 maja żołnierze greccy porzucili swoje pozycje wokół Rethimno i wycofali się w góry. 30 maja do australijskich pozycji pod Rethimno dotarły nacierające z zachodu zmotoryzowane pododdziały 5 Dywizji Górskiej. Wobec wyczerpania zapasów i amunicji oraz braku kontaktu z dowództwem ppłk Campbell, dowódca garnizonu Rethimno rozkazał swoim podkomendnym złożyć broń. Kilkuset żołnierzy alianckich uciekło w góry.

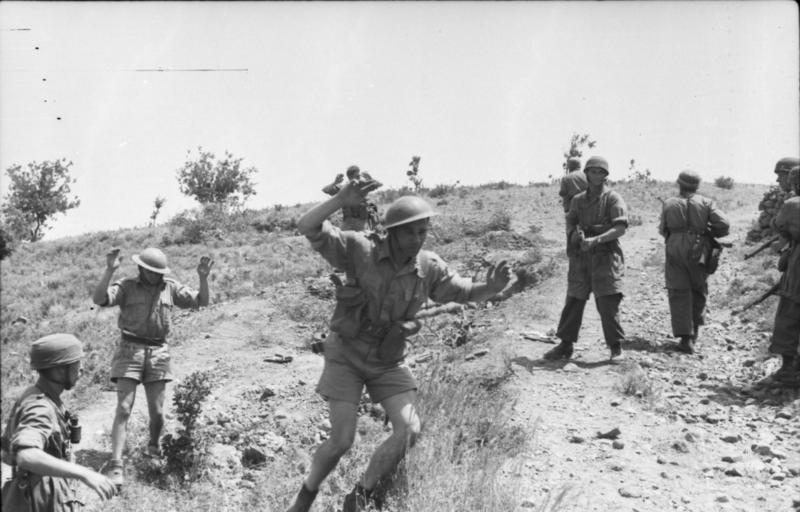
Kapitulacja brytyjskiego pododdziału na Krecie

Tuż przed północą 28 maja okręty kontradm. Rawlingsa weszły na redę portu w Iraklionie i rozpoczęły załadunek żołnierzy garnizonu. Wykorzystując nadbrzeża portu, operację przeprowadzono bardzo sprawnie i do godz. 3:20 ewakuowano 4000 żołnierzy bez przeciwdziałania ze strony oblegających miasto Niemców. Iraklion został zajęty przez 1 FJR o świcie 29 maja, a pojedynczy alianccy żołnierze, dla których zabrakło miejsca na pokładach, uciekli do Timbaki.
Wycofujące się do Egiptu okręty brytyjskie od świtu były kilkakrotnie atakowane przez Luftwaffe. Zespół stracił dwa niszczyciele – uszkodzony HMS „Imperial” został nocą zatopiony przez Brytyjczyków po przeniesieniu załogi i żołnierzy na inne okręty, a uszkodzony HMS „Hereward” zdryfował na mieliznę, a załoga i znajdujący się na pokładzie żołnierze zostali wzięci do niemieckiej niewoli, ponadto uszkodzone zostały oba krążowniki (360 ofiar wybuchów i pożarów).

#### Ewakuacja sił głównych Creforce
Ewakuacja sił głównych Creforce drogą morską rozpoczęła się w nocy z 28 na 29 maja, gdy cztery niszczyciele zabrały z Chora Sfakion najciężej rannych i personel RAF (ponad 1000 osób). Kolejnej nocy zespół admirała Kinga ewakuował z plaż ponad 6000 osób z rozbitych jednostek i rannych oraz pojedyncze pododdziały wycofane z linii, których za pomocą szalup i łodzi rybackich przewieziono na okręty.

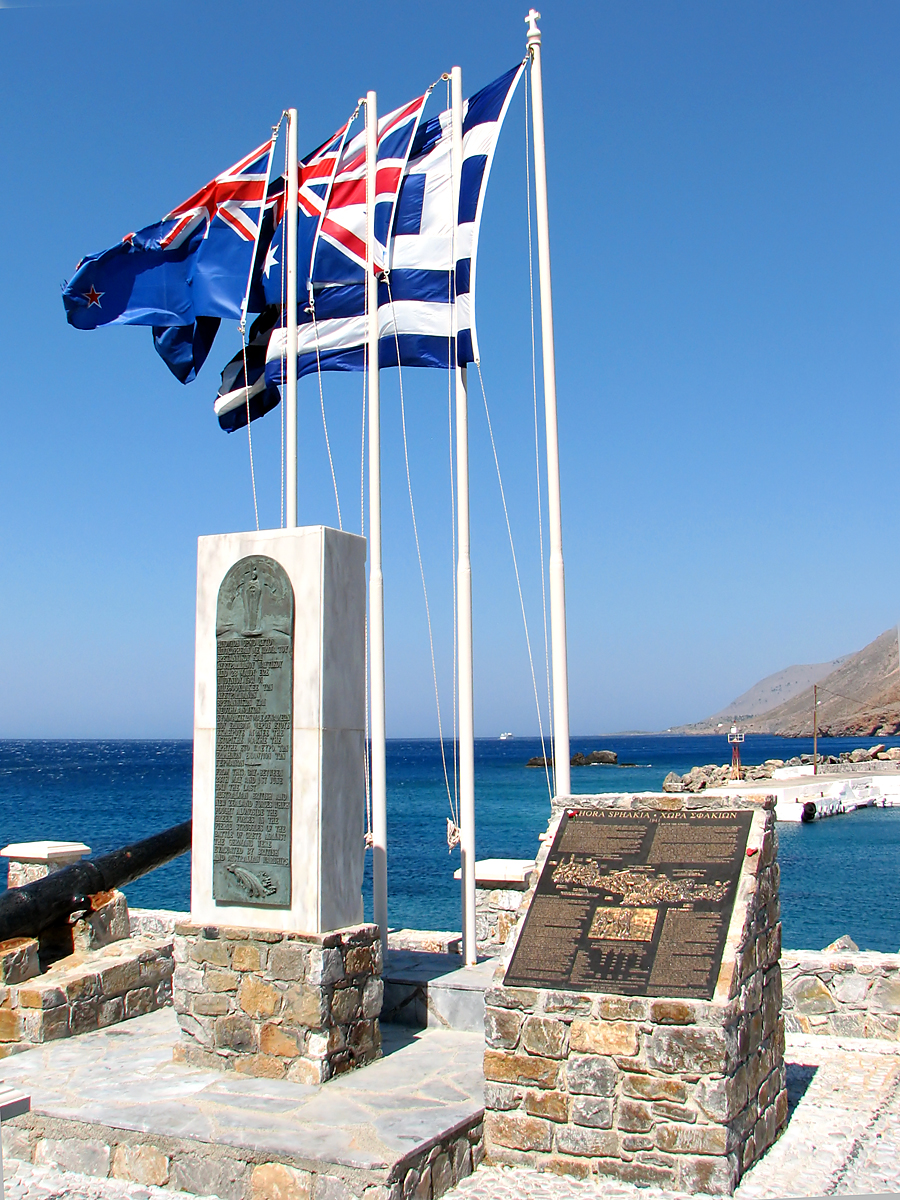
Chora Sfakion, pomnik upamiętniający aliancką ewakuację

30 maja 100 GJR po ciężkich walkach zajął Askifu Plain. W nocy z 30 na 31 maja na skutek niemieckich bombardowań tylko dwa niszczyciele zdołały dotrzeć na Kretę w celu przeprowadzenia ewakuacji kolejnych 1400 osób, ale kordon wokół plaży utworzony przez pododdziały 4 Brygady Piechoty zapobiegł panice podczas ewakuacji. Tej samej nocy łodzie latające ewakuowały z Krety gen. Fryberga wraz z jego sztabem. Ponieważ rano 31 maja w obronie okrężnej wokół Chora Sfakion pozostawało wciąż ok. 9000 osób, znajdujący się w Egipcie premier Nowej Zelandii Peter Fraser przekonał admirała Andrew Cunninghama, głównodowodzącego brytyjską Flotą Śródziemnomorską, do zorganizowania jeszcze jednego konwoju, mimo zagrożenia silnymi niemieckimi nalotami. Za cenę zatopienia zbombardowanego krążownika HMS „Calcuta” Royal Navy zdołała w nocy z 31 maja na 1 czerwca ewakuować z wyspy jeszcze ponad 3,5 tysiąca żołnierzy.

#### Kapitulacja Creforce
Żołnierze z pozostałych na Krecie jednostek alianckich nie mieli szans na zorganizowaną ewakuację, ale niewielkie grupy uciekły w góry, gdzie ukrywała ich ludność cywilna, lub do portu rybackiego w Timbaki, skąd na cywilnych kutrach i motorówkach kilkuset żołnierzy zdołało uciec na Cypr lub do neutralnej Turcji.

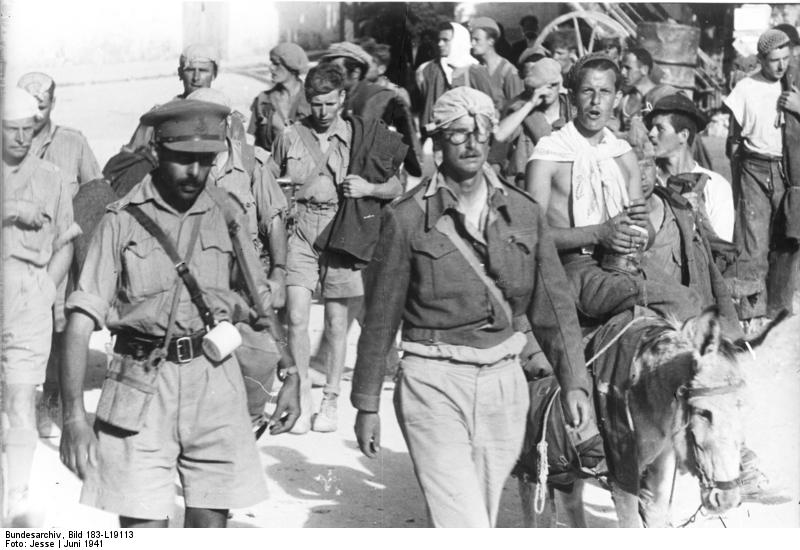
Brytyjscy jeńcy wojenni na Krecie, 11 czerwca 1941 roku

Ponad 5000 żołnierzy pozostałych w rejonie Chora Sfakion, w tym prawie cała  australijska 19 Brygada Piechoty oraz ok. 2100 Nowozelandczyków nie miało szans na kontynuowanie skutecznego oporu. Rano 1 czerwca najwyższy rangą oficer aliancki na Krecie, ppłk Theo Walker poddał Niemcom wyczerpane niedobitki Creforce.

## Wynik bitwy

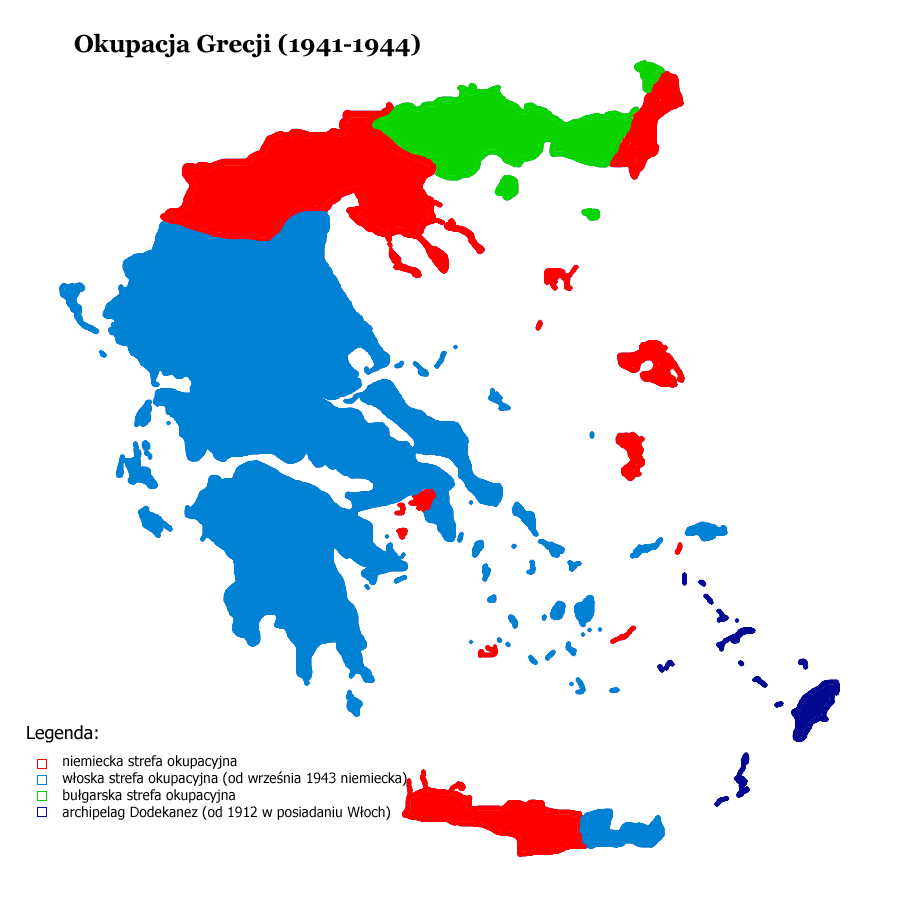
Okupacja Grecji 1941–1944

Operacja, choć ostatecznie zakończona powodzeniem wojsk Osi, była przykładem zwycięstwa bardzo kosztownego, a poniesione przez Niemców straty uniemożliwiły wykorzystanie taktycznego sukcesu. Plan strategiczny opracowany przez gen. Studenta zakładał późniejszy desant spadochronowy na Maltę i w rejon Kanału Sueskiego, co nigdy nie doszło do skutku.
Hitler był zszokowany rozmiarem strat: XI Korpus stracił łącznie ok. 4500 zabitych i zaginionych oraz 3500 rannych, a zarówno 7 Dywizja Lotnicza (spadochronowa), jak i Luftlandesturmregiment zostały rozbite. Niemcy utracili ponadto 250 samolotów, w tym wiele kosztownych samolotów transportowych. W efekcie Hitler nigdy potem nie zezwolił już na przeprowadzenie jakiejkolwiek operacji powietrznodesantowej, choćby zbliżonej wielkością do desantu na Krecie.
Zajęcie wyspy nie przyniosło państwom Osi także spodziewanych korzyści operacyjnych: słaba infrastruktura lotnicza i portowa oraz brak okrętów i odpowiedniej liczby samolotów nie pozwoliły wykorzystać Krety jako bazy dla operacji zaczepnych przeciwko Brytyjczykom ani przeciwdziałać alianckim bombardowaniom rumuńskich pól naftowych.
W trakcie kampanii Creeforce utraciła ok. 1700 zabitych, 2500 rannych, a ponad 15 tysięcy żołnierzy dostało się do niewoli. Royal Navy utraciła 3 krążowniki i 6 niszczycieli, a ponadto lotniskowiec, 2 pancerniki, 6 krążowników i 7 niszczycieli zostało uszkodzonych, zginęło ok. 2000 marynarzy. Alianci stracili też 47 samolotów. Straty te na kilka miesięcy zachwiały panowaniem Brytyjczyków nad wschodnim Morzem Śródziemnym, a alianccy dowódcy spotkali się z daleko idącą krytyką opinii publicznej.

## Niemieckie represje wobec cywilnej ludności Krety
Już od pierwszych godzin bitwy cywilna ludność Krety spontanicznie i masowo przyłączała się do walki po stronie regularnych wojsk alianckich. Uzbrojeni w stare karabiny (niekiedy pamiętające czasy antytureckiego powstania z 1895), widły, topory, a nawet noże, Kreteńczycy chwytali i zabijali pojedynczych niemieckich spadochroniarzy, a w miasteczku Kastelli-Kissamos zdołali nawet bez pomocy regularnego wojska rozgromić niemiecką kompanię. Po zakończeniu bitwy Niemcy zemścili się na ludności wyspy, mordując setki kreteńskich cywilów w Kastelli oraz we wsiach Kandanos i Kondomari.